# A Skorpió – Agymenők akcióban epizódlistája
Ez a lap a  Skorpió – Agymenők akcióban epizódjait listázza.
A sorozat 2014. szeptember 22-én indult az Amerikai Egyesült Államokban a CBS csatornán. A sorozat 2018. április 16-án végleg befejeződött. Magyarországon a sorozatot az AXN sugározza.

## Évadáttekintés
| Évad | Évad | Részek száma | Részek száma | Eredeti sugárzás     | Eredeti sugárzás  | Eredeti adó | Magyar sugárzás    | Magyar sugárzás   | Magyar adó |
| Évad | Évad | Részek száma | Részek száma | Évadbemutató         | Évadzáró          | Eredeti adó | Évadbemutató       | Évadzáró          | Magyar adó |
| ---- | ---- | ------------ | ------------ | -------------------- | ----------------- | ----------- | ------------------ | ----------------- | ---------- |
|      | 1.   | 22           | 22           | 2014. szeptember 22. | 2015. április 20. | CBS         | 2015. november 9   | 2016. február 1.  | AXN        |
|      | 2.   | 24           | 24           | 2015. szeptember 21. | 2016. április 25. | CBS         | 2016. november 7.  | 2016. december 9. | AXN        |
|      | 3.   | 25           | 25           | 2016. október 23.    | 2017. május 15.   | CBS         | 2017. november 10. | 2018. február 9.  | AXN        |
|      | 4.   | 22           | 22           | 2017. szeptember 25. | 2018. április 16. | CBS         | 2018. október 19.  | 2019. január 4.   | AXN        |

## Első évad (2014-2015)
| Sor. | Év. | Cím                                         | Rendező           | Író                                      | Premier                                 | Nézettség    |
| --- | --- | ------------------------------------------- | ----------------- | ---------------------------------------- | --------------------------------------- | ------------ |
| 1. | 1.  | Bevezető rész (Pilot)                       | Justin Lin        | Nick Santora                             | 2014. szeptember 22. 2015. november 9.  | 13,83 millió |
| Cabe Gallo, a Nemzetbiztonsági Szolgálat ügynöke felkeresi egykori pártfogoltját, Waltert O’Brient, hogy zsenicsapatával segítsen megoldani egy hibás programfrissítésből adódó problémát a Los-angelesi repülőtér földi irányítórendszerében. A csapathoz csatlakozik Paige a pincérnő, akinek van egy zseni gyermeke. A csapat sikeresen megoldja a problémát, ezért Gallo ügynök folyamatos együttműködést ajánl fel nekik, amit Walter elfogad. Walter felkéri Paige- et, hogy csatlakozzon hozzájuk, ők pedig segíteni tudnak zseni kisfia nevelésében. |     |                                             |                   |                                          |                                         |              |
| 2. | 2.  | Nincs idő hibázni (Single Point of Failure) | Bobby Roth        | David Foster                             | 2014. szeptember 29. 2015. november 16. | 13,36 millió |
| Ma Kalifornia kormányzója kéri a Skorpió csapat segítségét, mivel kislánya vírustámadás áldozata lett és mindössze 24 óra áll rendelkezésre, hogy megmentsék. A küldetés szíven üti Waltert, mert a betegágyban fekvő kislány szklerózis multiplexben szenvedő nővérére emlékezteti, akinek romló állapotáról éppen ma reggel kapott levelet. Cabe-ben fájdalmas sebeket tép fel nemcsak az áldozat, de az elfogott tettes története is. Ralph lógási kísérlete kudarcba fullad és minden mesterkedése ellenére az iskolában kell töltenie a napot. Sylvester egyik legrosszabb rémálmával néz ma farkasszemet, amikor egy veszélyes vírusokkal teli raktárba kell bemennie. Toby végre eléri exmenyasszonyát, aki végleg elbúcsúzik tőle, Happy pedig ennek kapcsán felidézi mennyi ember hagyta őt el eddig. |     |                                             |                   |                                          |                                         |              |
| 3. | 3.  | Csapatépítés (A Cyclone)                    | Gary Fielder      | Nick Santora & Nicholas Wootton          | 2014. október 6. 2015. november 23.     | 12,05 millió |
| Miután a csapat megbukott a Merrick igazgató által elrendelt katonai teszten, mindenáron be akarják bizonyítani alkalmasságukat a Nemzetbiztonságnak. Amikor a város különböző pontjain felrobbanó bombák miatt az internethálózat összeomlik, a csapat saját szakállára nyomozni kezd a merénylő után. Cabe segít nekik bekerülni a hivatalos nyomozásba, de a bűnös elfogásához közelharcot kell vívnia, melyben Sylvester van segítségére. Paige még a helyét keresi a csapatban, melyet Walter bizalma mellett megtalálja végül. Kiderül, hogy némi só és gipsz felhasználása mellett Walter vakmerőségére is szükség van egy bomba hatásának mérséklésére. A napi munka végeztével Walter „hivatalosan” is csapattá nyilvánítja magukat, amelybe immár Cabe, Paige és Ralph is beletartoznak. |     |                                             |                   |                                          |                                         |              |
| 4. | 4.  | Rossz lapjárás (Shorthanded)                | Dwight H. Little  | Elizabeth Beall                          | 2014. október 13. 2015. november 23.    | 11,51 millió |
| Walter elbízza magát eddigi sikereiktől és Cabe minden tiltakozása ellenére elvállalja egy kaszinó magánmegbízását Las Vegasban, ahol meg kell találniuk annak az okát, hogy az egyik asztalnál miért kevesebb a bevétel, mint a többinél. A munkát elvégzik, és Walter megenged a csapatnak egy kis lazítást, de még mielőtt játszhatnának egyet, Walter észrevesz egy készülő rablást, melynek kitervelésével a helyi rendőrség végül őt vádolja meg, és ezért börtönbe kerül. Walter távollétében Paige fogja össze a csapatot, akik a hely szelleméhez méltóan szerencsejátékkal próbálják összegyűjteni a pénzt az óvadékra. Walter a börtönben ismerőssel találkozik, míg a többiek a kaszinó környékén kutakodnak a rablók után, és mivel bajba kerülnek, így végül mégis Cabe segítségét kell kérniük. |     |                                             |                   |                                          |                                         |              |
| 5. | 5.  | A plutónium örök (Plutonium is Forever)     | Jeff T. Thomas    | Paul Grellong                            | 2014. október 20. 2015. november 30.    | 10,75 millió |
| Egy Los Angeles közelében levő használaton kívül atomreaktor rendszerének összeomlása nukleáris katasztrófával fenyeget. A csapatot egykori tagjuk, Mark Collins (Joshua Leonard) hívatja oda a katonákkal, és Walter kénytelen bevonni őt is a probléma megoldásába. Walter Markkal egykor több héten keresztül annyira elmerült a gondolkodásban, hogy teljesen kizárták magukat a világból és végül Happy mentette meg őt a fizikai összeomlástól. A mentálisan egyre rosszabb állapotban levő Markot, Walter egy zárt intézménybe vitette néhány évvel ezelőtt, ennek a lépésnek a helyességét azonban azóta is megkérdőjelezi magában. A csapat fél, hogy mindnyájukat veszélybe sodorja Mark megjelenése, ezért bizalmatlanok vele szemben. A rendszerhiba miatt Cabe csapdába kerül és nagyon kis esélye van a megmenekülésre, ezért elköszön Waltertől. A nap végén kiderül, hogy Mark igazából vissza akart kerülni a csapatba, azért hívatta őket a reaktorhoz. |     |                                             |                   |                                          |                                         |              |
| 6. | 6.  | Szerepjáték (True colors)                   | Jeff Hunt         | Rob Perlstein                            | 2014. október 27. 2015. november 30.    | 10,39 millió |
| A csapatnak pszichológiai alkalmassági vizsgálaton kell részt vennie, miután az előző akciójuk végén megsemmisült egy 100 millió dollárra becsült festmény és a vizsgálat eredményétől függ, hogy kapnak-e további megbízást a Nemzetbiztonsági Szolgálattól. A csapattagok és a pszichológusnő közötti beszélgetésekből áll össze a kép az akcióról, mely azzal indul, hogy egy művészeti múzeum felkéri a csapatot biztonsági rendszerük felülvizsgálatára egy nagyértékű festmény kiállítása miatt. Walter azonban egy huszáros vágással magát a festményt semmisíti meg, mert az szerinte hamisítvány, az FBI pedig igazat ad neki ebben. Felkérik a csapatot, hogy találják meg a valódi festményt, melyhez a kezdő információkat Hetty Lange (Linda Hunt) az NCIS helyi vezetője adja meg nekik. Az akció színhelye egy jótékonysági bál, melyen a csapat beépülve, álruhában vesz részt. Walter a nap folyamán kísérletbe kezd érzelmi intelligenciájának növelésére, és minden eddigi elutasítása ellenére ma átérzi a szépség hatását, még ha ezt nem is egy festmény kelti életre benne. Ralph és Paige az iskolai Halloweenre készülnek, jelmezgondjuk végül a csapat segítségével oldódik meg.                                                                        |     |                                             |                   |                                          |                                         |              |
| 7. | 7.  | Apák napja (Father’s Day)                   | Milan Cheylov     | Nick Santora                             | 2014. november 3. 2015. december 7.     | 10,34 millió |
| Amikor Ralph rég nem látott édesapjának, Drew-nak a telefonhívása befut a Skorpió irodájába mindenkiben ismerős emlékek törnek el. Walter aggódni kezd a kisfiúért, mert nem akarja, hogy úgy csalódjon az apjában, ahogy ő az apjaként szeretett Cabe-ben a bagdadi bombázás miatt. Drew másodosztályú baseball játékos, aki után Toby és Walter - Paige kérése ellenére - nyomozni kezdenek, és ez feszültséget okoz a mai munkában. A csapat aktuális feladata három szökött elítélt, köztük egy hozzájuk hasonló zseni felkutatása és annak felderítése, hogy mire készülnek. Walter elszántan üldözi a "közülük valót", aki képességeit nem a jó szolgálatába állítja, mint ők. Cabe érdes hangja és egy chipszes zacskó ma segít a bűnözők beszélgetésének a megfejtésében.Toby megkeresi Happy apjának az adatait, de a lány nem örül ennek és ledarálja az aktát. Paige egy egész napi vívódás és Happy meghallgatása után elhatározásra jut Drew és Ralph találkozásáról. |     |                                             |                   |                                          |                                         |              |
| 8. | 8.  | Veszélyes üzlet (Risky Business)            | Matt Earl Beesley | Nicholas Wootton                         | 2014. november 10. 2015. december 7.    | 10,08 millió |
| Walter a Drew miatt felhalmozódott feszültséget utcai autóversenyzéssel próbálja oldani, a legutóbbi verseny elvesztése miatt most egy bűnöző üldözi az üzeneteivel. A csapatnak Cabe ma rendőrségi megbízást hoz, miután meggyilkolnak egy zeneipari bloggert, akinek tehetséges zenész barátja (Scott Mescudi) létrehozott egy olyan algoritmust, amely tökéletes popslágert képes megalkotni emberi közreműködés nélkül. A rendőrség a helyszínen felrajzolt matematikai képlet miatt kéri a Skorpió csapat segítségét. A csapat nyomozni kezd a zenei producerek között, miközben Drew Ralph-fal baseball meccsre megy, és mivel nem igazán találja vele a közös hangot, Walter tanácsot ad neki. Toby szorult helyzetbe kerül egy erkélyen, a csapat új munkaeszköze pedig az akció áldozata lesz. |     |                                             |                   |                                          |                                         |              |
| 9. | 9.  | A múlt háza (Rogue Element)                 | Jerry Levine      | Paul Grellong & Kim Rome                 | 2014. november 17. 2015. december 14.   | 10,17 millió |
| Drew baseballjátéka Walter tanácsának köszönhetően annyira feljavult, hogy lehetőséget kapott egy elsőosztályú baseballcsapatba szerződni Portlandbe. Bizalmasan elárulja Walternek, hogy megpróbálja Paiget-et és Ralph-ot is elvinni magával, ettől Walter rosszkedvű lesz. Feszültségoldásként Cabe elhívja őt reggelizni, ám közben utoléri őket Cabe volt feleségének, Rebeccának (Jessica Tuck) egyezményes jelzése arról, hogy bajban van. Rebecca ügyvédként politikai gyilkosság nyomára bukkant egy pénzátutalás kapcsán, mely egy nagy vállalatcsoporthoz és egy új választáshoz kapcsolódik. Cabe és Walter a gyanús céghez mennek, Happy pedig Cabe jelvényével ügynöknek adja ki magát. Walter szokásos vakmerősége és egy felmosófelszerelés is szükséges a bizonyítékot jelentő adathordozó megszerzéséhez, ám ezzel magukra vonják ellenfeleik figyelmét, akik feldúlják a raktárt. A munkaközben fény derül Cabe és Rebecca szomorú múltjának részleteire, Walter pedig elmondja Cabe-nek, hogyan tekintett rá a múltban és miként van ez a jelenben. |     |                                             |                   |                                          |                                         |              |
| 10. | 10. | Talizmánok (Talismans)                      | Sam Hill          | Alex Katsnelson                          | 2014. november 24. 2015. december 14.   | 10,42 millió |
| Walter bemutatja Megant a csapatnak, akik eddig még nem találkoztak a nővérével. A mai megbízás középpontjában egy F-120 Hawking repülőgép van, mely fedélzetén egy speciális álcázó radarral, lezuhant Bosznia felett. A katonák tapasztalata mellett a csapat tudására is szükség van ahhoz, hogy megtalálják a lezuhant gépet és visszahozzák az értékes lopakodó-rendszert. A küldetés részét képezi a gépen elhunyt pilóta holttestének a hazaszállítása is, szomorú felesége megkéri őket, hogy hozzák el a férfi azonosító-nyakláncát és tegyék a zsebébe a családja fényképét. A csapat háborús körülmények közt végzi a munkáját, miközben Sylvester Meganról gondoskodik a garázsban. A két hosszú nap alatt Walter ismét hajmeresztő dolgokat művel egy aknamezőn, Cabe autót indít be toalettpapír segítségével, Toby és Happy pedig egy helyivel kötnek ismeretséget. A küldetés jobban sikerül, mint induláskor gondolták, bár közben támad némi feszültség Walter és a katonák között, Cabe és Paige csendesítik őket. Megan Walter asztalában talál egy kis dobozt furcsa tárgyakkal, néhányról Sylvester is mesél, másokról Waltert kell faggatnia. |     |                                             |                   |                                          |                                         |              |
| 11. | 11. | A bosszú (Revenge)                          | Mel Damski        | Elizabeth Beall & David Foster           | 2014. december 8. 2015. december 21.    | 10,00 millió |
| A csapat egy nemzetközi nyomozás részesévé válik, amikor a „Ghosts” nevű kegyetlen rablóbanda üldözésébe vonják be őket. Sylvester súlyosan megsebesül a banda által hátrahagyott robbanószerkezetet vizsgálva, ezért kórházba kerül. Walter nagyon aggódik a barátjáért és emiatt még elszántabban akarja elkapni a bűnözőket. Az Interpol ügynöknőjének, Simone-nak (Karolina Wydra ) kapóra jön Walter fanatizmusa, mert a kollégája tragédiája miatt hasonlóan érez, és mindenáron igazságot akar szolgáltatni neki. Walternek lelkiismeretfurdalása van pillanatnyi tétovázása miatt és még Sylvester sem tudja megnyugtatni. Az akció után Simone meghívja egy italra Waltert, Paige pedig vacsorázni megy Drew-val. Megan Sylvester betegágyánál tölti a napot, este azonban a csapat is vele van, és képregényeket olvasva őrzik barátjuk álmát. |     |                                             |                   |                                          |                                         |              |
| 12. | 12. | Dominók (Dominoes)                          | Omar Madha        | Rob Pearlstein & Nick Santora            | 2014. december 15. 2015. december 21.   | 10,07 millió |
| Drew próbajátékon van Portlandben, így ezt a karácsonyt sem tölti Ralph-fal. Paige a karácsony szellemét akarja behozni a garázsba, amely a csapat történeteit megismerve nem könnyű vállalkozás. Walter a tengerparton üldögél Megannel és megpróbálja rábeszélni egy újabb kezelésre, amikor földcsuszamlás miatt egy kisfiú a part közelében levő víznyelőben reked, beszorulva egy nagyobb szikladarab alá. A dagály közeledte miatt mielőbb ki kell szabadítani onnan, ezért Walter riasztja a csapatot. Sylvester hibát követ el a mentés során és emiatt el akarja hagyni őket, Megan próbálja visszatartani őt. Walter megígéri a kisfiúnak, hogy kimenti őt és ezt mindenáron be akarja tartani, emiatt vállalja az életveszélyt is. Az akció után Walter nem akar Grincs lenni, így ő bármit is gondol, ma meghagyja az emberek hitét a csodákban. Happy rászánja magát, hogy felfedje kilétét az édesapja előtt, ezért elmegy hozzá. Este új lakó érkezik a garázsba: a karácsony szelleme. |     |                                             |                   |                                          |                                         |              |
| 13. | 13. | Ez nem játék (Kill Screen)                  | Jace Alexander    | Nicholas Wootton & Paul Grellong         | 2015. január 5. 2016. január 4.         | 12,32 millió |
| Megérkezik Walter rakétája a garázsba, mellyel egy 15 millió dolláros díjat akar megnyerni Megan betegségének kutatására. Ralphot az iskola előtt letartóztatják, mert akaratlanul is törvénytelenséget követett el, azzal, hogy a dark weben keresztül egy olyan számítógépes játékba keveredett, amelynek egy titkos szintjére eljutva, fedett CIA-ügynökök búvóhelyére vezetett el külföldi terroristákat. A kisfiú most hasonló helyzetbe keveredik, mint Walter egykoron, aki ráadásul felelős a kisfiú bajbajutásáért, hiszen ő mutatta meg neki a világháló sötét oldalát. Ahogy annak idején Cabe megmentette őt, most neki kell ugyanezt tenni Ralph-fal, Cabe és a csapat pedig segítenek neki ebben. Drew és Walter egymásnak feszülnek, de Paige rendet tesz közöttük, Ralph pedig segít Walternek megoldani az ügyet. |     |                                             |                   |                                          |                                         |              |
| 14. | 14. | Titkos üzenet (Charades)                    | Christine Moore   | Rob Pearlstein                           | 2015. január 18. 2016. január 4.        | 12,29 millió |
| Paige Walterrel kapcsolatos érzéseivel szembesül, amikor reggel fura álomképek ugrasztják ki az ágyából. Cabe új ügyet hoz, a CIA Belső Ügyosztályától, akik elfogták az egyik munkatársuk kódolt levelét, de nem boldogulnak annak megfejtésével, így azt sem tudják, ki küldhette azt. A Skorpió csapat felfedi az áruló kilétét, aki úgy gondolva, humanitárius célokra fogják felhasználni, vegyi fegyverek előállítására alkalmas vegyszereket csempészett ki a magát jemeni segélymunkásnak kiadó szerelmének. Walternek találkoznia kell a nővel egy bárban, ehhez flörtölési leckét vesz Paige-től. Tobyt megkörnyékezi egy CIA-ügynöknő, akinek hasznos ajándékait nem ő, hanem Happy és Cabe próbálják ki magukon. Paige a fülhallgatón keresztül ad instrukciókat Walternek, aki végül akciófilmbe illő módon fejezi be az ügyet, és később ismét arról elmélkedik, hogy az embereket milyen veszélybe sodorhatják az érzelmeik. |     |                                             |                   |                                          |                                         |              |
| 15. | 15. | Ne felejts (Forget Me Nots)                 | Jann Turner       | Alex Katsnelson & Nick Santora           | 2015. január 19. 2016. január 11.       | 12,08 millió |
| Drew ma előhozakodik a portlandi költözés ötletével, Paige pedig bizonytalan magában, ezért Walter véleményét kéri. Közben a távoli Izlandon egy hacker betör az USA helyi nukleáris rakétaindító rendszerébe, és megpróbál elindítani egy rakétát, ezért a Skorpió csapat közreműködését kéri a Nemzetbiztonság. A megoldáshoz szükségük van egy volt ügynök (David James Elliott) segítségére, aki az amerikai elnököt védve sérült meg 16 évvel ezelőtt. Akkor tűnt el a rakétairányító rendszer indításához szükséges „labda” nevű táska, ezt kell megkeresniük ahhoz, hogy megakadályozzák a nukleáris támadásokat az USA szövetségesei ellen. A férfi egy kórházban van, és korábbi sérülése miatt súlyos emlékezetkiesésben szenved. A csapat párhuzamosan próbálja megkeresni az irányítórendszert feltörő hackert és visszahozni az ügynök emlékezetét. A nap végén Paige megkapja Walter végleges válaszát a költözés ötletére. |     |                                             |                   |                                          |                                         |              |
| 16. | 16. | Szerelmes hajó (Love Boat)                  | Sam Hill          | Elizabeth Beall & Kim Rome               | 2015. február 9. 2016. január 11.       | 11,86 millió |
| Walter „üzleti vacsorát” tervez Paige-dzsel másnapra, amely véletlenül éppen Valentin napra esik. A mai megbízás miatt azonban egy luxus tengerjáróra kell menniük, ahol ellopott vállról indítható rakétákat kell megkeresniük és átkódolni őket, hogy elkaphassák a fegyvercsempészeket a fegyverek átadásakor. A társaság ismét mások bőrébe bújik: Sylvester ifjú milliomost, Paige a feleségét, Walter az inasukat, Cabe pedig a személyi edzőjüket alakítja. Walter a hajón összefut volt barátnőjével, akinek szavai elgondolkodtatják a tervezett vacsorát illetően. Toby Happyvel ezalatt Ralphra vigyáz és segítenek a kisfiúnak megnyerni szíve hölgyét. Este kiderül, hogy Sylvester a képeslap mellé más ajándékot is adhat Megannek Valentin napra. |     |                                             |                   |                                          |                                         |              |
| 17. | 17. | Irány dél! (Going South)                    | David Grossman    | Nick Santora & Nicholas Wootton          | 2015. február 23. 2016. január 18.      | 10,69 millió |
| Walter interjút ad az egyik helyi televízió állomásnak, azzal a szándékkal, hogy felhívja a figyelmet a csapat munkájára és így több megbízásuk legyen. A riportban pontatlan információk hangzanak el a csapat tagjairól, ráadásul úgy tűnik, mintha egyedül Walter érdeme lenne minden sikerük, emiatt a többiek alaposan megsértődnek. Cabe ebbe a fagyos hangulatba csöppen bele a milliárdos tech-guruval, Richard Elia-val, aki megbízza a csapatot, hogy mentsék ki a lányát egy mexikói drogkartell fogságából. Toby tiltakozása ellenére Walter elvállalja a munkát, és Elia magángépén Mexikóba mennek. Sylvester végre közli Walterrel, hogy együtt jár Megannal, aki először nem örül a hírnek. A kartell csapdába csalja őket, és Cabe minden mesterlövész készségére, de még egy láda narancsra is szükség van ahhoz, hogy mindannyian ép bőrrel kimeneküljenek. Happy egy új barátot szerez, és emiatt Cabe elbúcsúzhat értékes karórájától. Hazaérkezésük után Elia állásajánlatot tesz Walternek. |     |                                             |                   |                                          |                                         |              |
| 18. | 18. | Kígyókaland (Once Bitten, Twice Die)        | Guy Ferland       | David J. North                           | 2015. március 9. 2016. január 18.       | 10,59 millió |
| Paige esti iskolába jár, hogy befejezze elkezdett tanulmányait és jó példát mutasson Ralphnak. Egy beadandó dolgozatot összekapcsolt a mára rendelt munkával, így felkészülten megy a mai helyszínre, ahol a belorusz, litván és lett határkonflktusok miatt szervezett titkos tanácskozáson kell a csapatnak részt vennie. A tárgyalások egy merénylet miatt elfajulnak és a harmadik világháború kitörése fenyeget, ha nem találnak ellenanyagot a megmérgezett politikusnak, illetve nem kutatják fel a merénylőket. Merrick és Cabe között éles szóváltás zajlik le, miközben a csapat két részre osztva próbálja megoldani a feszült helyzetet. Walter vakmerő akcióba kezd, melyben Happy és Paige mellett egy új segítője akad egy kis vadászgörény személyében. Cabe John Wayne-rajongása ma hasznosnak bizonyul, bár az ellenség nem lovon érkezik. Happy váratlan dolgot tesz, amivel igazán meglepi a mit sem sejtő Tobyt. |     |                                             |                   |                                          |                                         |              |
| 19. | 19. | Szerelmes szívek (Young Hearts Sparks Fire) | Mel Damski        | Paul Grellong, Jay Beattie & Dan Dworkin | 2015. március 23. 2016. január 25.      | 9,70 millió  |
| Toby táblára rajzolt matematikai ábrákkal vezeti le, hogy mit gondol Walter Paige iránt érzett érzelmeiről. Walter nem ért vele egyet, de megjelenik Cabe és indulniuk kell egy csapat eltévedt fiatal felkutatására. A kereséshez Walter egykor Bagdadban használt szoftverét használják, ezzel Cabe és Walter ismét a régi ügy árnyékában magukat. A csapat a helyszínre helikopterrel akar eljutni, de az lezuhan velük és a pilóta megsérül. A rádióból kipattanó szikra miatt erdőtűz keletkezik, így a csapatnak már nemcsak a leszálló sötétséggel kell harcolnia, hanem az egyre jobban terjedő tűzzel is. A sebesült katona mentése közben előtörnek Sylvester apjával kapcsolatos emlékei, aki sosem tartotta őt sokra. Cabe egy katonai helikopterrel megy értük, ám végül egy gyémántgyűrű árán találja meg a csapatot és a fiatalokat. Toby este újabb fogadást köt Happyvel, Walter pedig megmutatja Toby diagramját Cabe-nek. |     |                                             |                   |                                          |                                         |              |
| 20. | 20. | Rázós utakon (Crossroads)                   | Kevin Hooks       | David Foster & Rob Pearlstein            | 2015. március 30. 2016. január 25.      | 9,38 millió  |
| Toby nagy bajban van, mert nem ment el az esti randevúra, Happy pedig emiatt rendkívül dühös és kiengesztelhetetlen. Walter arra kéri Tobyt, felejtse el a munkahelyi kapcsolatot, de ő jó ellenérvként megmutatja az előző heti diagramjából megmaradt rajzot. Ma a csapat egy koronatanú védelmében vesz részt, aki egy veszélyes dél-amerikai szindikátus vezetőjének a tárgyalásán fog tanúskodni, de ehhez két országon keresztül kell átvinniük, miközben a bűnözők a nyomukban vannak. Útközben kiderül, hogy ő is egy nehéz természetű zseni, aki ráadásul gyermeket vár. Happy bebizonyítja, hogy egy papírtörlőből is fegyvert lehet készíteni, Walter és Cabe pedig veszélyes behajtóként szerez járművet maguknak. Walter némi biztatást kap Paige egy elejtett mondatából és Toby is a lelkére beszél a garázsban, ezért nagy levegőt vesz és elindul megvallani az érzéseit Paige-nek. |     |                                             |                   |                                          |                                         |              |
| 21. | 21. | A bosszú (Cliffhanger)                      | Sam Hill          | Nick Santora & Nicholas Wootton          | 2015. április 13. 2016. február 1.      | 9,53 millió  |
| Egy idegmérgeket tároló laboratórium rendszerét feltöri egy ott dolgozó munkatárs, aki bosszút akar állni elhunyt menyasszonya miatt. Szarin gázt enged az épület szellőzőrendszerébe, melynek elterjedésével az egész város veszélybe kerülhet. A helyszínen kiderül, hogy a férfi menyasszonya a bagdadi bombázás következtében halt meg, ezért Walter feszültté válik személyes érintettsége miatt. A férfi bosszút akar állni és nyilvánosságot követel, ezért napvilágot lát a régi ügy valamennyi dokumentuma, mely miatt Cabe bevallja a teljes igazságot Walternek. A vallomás alátámasztja Walter akkori haragjának jogosságát, a merénylővel szembekerülve pedig nyilvánosan is kijelenti, hogy magát tartja felelősnek az a bagdadi áldozatok haláláért. Ralph megszökik az iskolából, mert segíteni akar a csapatnak a város megmentésében, de bajba kerül. Paige a mai nap után úgy dönt, Ralph érdekében megnézi a lehetőségét annak, hogy Drew után költözzenek Portlandbe és ezt a döntését Walterrel is közli, de ez szenvedélyes vitába torkollik közöttük. A csapat aggódni kezd a jövőjük miatt, Walter pedig a benne felgyülemlett óriási feszültséget egy őrült száguldással próbálja levezetni, melynek egy prérifarkas felbukkanása vet véget.            |     |                                             |                   |                                          |                                         |              |
| 22. | 22. | Fenn a sziklán (Postcards From The Edge)    | Milan Cheylov     | Nick Santora & Nicholas Wootton          | 2015. április 20. 2016. február 1.      | 10,71 millió |
| A megmaradt csapattagok aggódnak bizonytalanná vált jövőjük miatt, mert nem bíznak abban, hogy Cabe és Paige nélkül is boldogulnak majd, Cabe pedig Merrick kezébe nyomja a jelvényét és felmond a Nemzetbiztonságnál. Mivel Walter nem jelenik meg a garázsban, Toby, Happy és Sylvester keresni kezdik őt, és megtalálják az összetört autót egy szikla peremén egyensúlyozva. A csapat egyik legfontosabb küldetése kezdődik most, mert meg kell menteniük Waltert, aki maga sem lát túl sok esélyt a megmenekülésre, ezért kedves emlékeket idéz fel a többiekkel kapcsolatban, hogy utoljára így fejezze ki a szeretetét irántuk. Cabe-et is odahívják, és ők ketten végre tisztázzák a múltat. Paige és Ralph már a repülőtér felé tartanak, és a váróban értesülnek arról, hogy mi történt Walterrel. Csomagjukat is hátrahagyva azonnal visszafordulnak, és csatlakoznak a többiekhez. Walter amint meglátja őket, minden maradék erejét összegyűjti és kezét nyújtja Cabe-nek, aki egy építési daruról leereszkedve kihúzhatja őt a lezuhanó autóból. A kórházban a csapat meglátogatja Waltert, és Paige egyértelművé teszi, hogy a csapattal maradnak Portland helyett. A társaság hazamegy, de Paige marad még egy kicsit, mert vam még mondanivalója Walter számára. |     |                                             |                   |                                          |                                         |              |

## Második évad (2015-2016)
| Sor. | Év. | Cím                                                   | Rendező           | Író                                      | Premier                                 | Nézettség    |
| --- | --- | ----------------------------------------------------- | ----------------- | ---------------------------------------- | --------------------------------------- | ------------ |
| 23. | 1.  | Flört a fellegekben (Satellite of Love)               | Sam Hill          | Nick Santora & Nicholas Wootton          | 2015. szeptember 21. 2016. november 7.  | 11,09 millió |
| Cabe-et a Nemzetbiztonság új vezetője, Adriana Molina (Alana De Garza) visszahívja régi munkakörébe, és egyúttal új megbízást ad a Skorpió csapatnak. Cabe azonnal felkeresi Waltert, aki emiatt önkényesen abbahagyja baleset utáni rehabilitációját, bár még nem épült fel teljesen. A csapat új feladata megakadályozni a keringési pályájáról eltérített, nukleáris meghajtású orosz műhold lezuhanását és felrobbanását Dél-Kaliforniában, miközben velük párhuzamosan a Rakétarepülést Irányító Központ is megpróbálja elterelni a gyakorlatilag atombombává változott műholdat. Walter és Paige között érezhető feszültség van az egymás iránti érzelmeik tisztázatlansága miatt, ezért többször is kínos helyzetbe kerülnek a többiek előtt. Nehezíti a munkát, hogy Walter rosszullétei miatt még nem tud száz százalékosan teljesíteni, ezt azonban csak Paige és Cabe veszi észre. Gyorsan kiderül, hogy elszabadult rakétát nem lehet a tervezett módon kilőni, ezért Walter és Paige egy meteorológiai léggömbről kísérlik meg visszaállítani a pályájára. Walter a gömb belsejében szóba hozza kettőjük ügyét és egy új szabályt vezet be, melytől a helyzet megoldását reméli. A nap végén Cabe megfeddi Waltert valódi állapotának eltitkolásáért, Walter és Paige pedig kísérleképpenn elvégzik egy feltevés gyakorlati tesztelését. |     |                                                       |                   |                                          |                                         |              |
| 24. | 2.  | Egy nap Havannában (Cuba Libre)                       | Mel Damski        | Rob Pearlstein & Nick Santora            | 2015. szeptember 28. 2016. november 8.  | 9,49 millió  |
| Walter nem akarja elismerni a bíróságon, hogy korábbi balesete felfokozott érzelmi állapota miatt következett be, pedig ez enyhítő körülmény lenne a számára. Ügyvédje Paige-re bízza, hogy győzze meg őt a nap folyamán. A garázsba egy fiatal nő állít be, akit gyermekként Cabe mentett meg a délszláv háborúban és most Cabe segítségét kéri abban, hogy a családja haláláért felelős háborús bűnöst Kubában elkaphassák és nemzetközi bíróság elé állíthassák. Cabe bevonja az ügybe Molinát is, aki a háttérből segít a Kubába utazó csapatnak. Paige és Walter között feszültség van korábbi megállapodásuk betartása miatt. A lány által keresett háborús bűnöst egy borbélynál találják meg, de a terhelő bizonyítékok egy bank széfjében vannak, melynek ujjlenyomat szkenneréhez Toby egészen eredeti módon készít műujjat. Paige megvillantja a csapattól szerzett kémiatudását, míg Toby arra biztatja Sylvestert, hogy vallja be az érzelmeit Megannek. Walter úgy látja, hogy az érzelmek az embereket végletes helyzetekbe sodorhatják, ennek ellenére végül jobb belátásra tér és elismeri a bíróságon a baleset valódi okát. Enyhébb büntetésként közmunkát kell végeznie, ennek megkezdésekor új barátra tesz szert Ray (Kevin Weisman) személyében. |     |                                                       |                   |                                          |                                         |              |
| 25. | 3.  | Halfilé (Fish Fillet)                                 | Omar Madha        | Paul Grellong & Nick Santora             | 2015. október 5. 2016. november 9.      | 9,95 millió  |
| Ralphot zaklatják az iskolában, ezért Paige beszélni akar az igazgatóval, ám Ralph a saját kezébe veszi a probléma megoldását. A csapat speciális feladatot kap, három szövetségi bíró életét kell megmenteniük egy japán bűnbandától úgy, hogy megfejtik a banda főnökének börtönben írt kódolt feljegyzéseit, bennük a bírók nevével. A kódfejtés miatt Sylvester a legalkalmasabb a feladatra, ezért fogában egy mikrofonnal bevonul egy szövetségi börtönbe. Az élete azonban veszélybe kerül, és a mikrofonját is elveszíti, mert összetűzésbe kerül egy másik rabbal. Walter Rayt is bevonja a munkába, Paige társaságában ügyvédként jelenik meg a börtönben. Sylvestert a küldetés teljesítése után ki kell szöktetni a börtönből, mert Molina azonnal kihátrál mögülük, amint megkapja a bírók nevét. Walter kockázatos módszerrel tetszhalottá teszi Slyt, hogy aztán halottasházból Cabe-bel kihozhassák őt. Cabe felbontja az együttműködést Molinával, és másik kapcsolattartót kér, mivel többé nem bízik meg benne. Sylvester ma végre összeszedi a bátorságát és Megan elé áll, míg Happy egy idegen fickóval beszél meg találkozót Toby nagy bánatára. |     |                                                       |                   |                                          |                                         |              |
| 26. | 4.  | Robotok (Robots)                                      | Sylvain White     | David Foster & Nicholas Wootton          | 2015. október 12. 2016. november 10.    | 9,40 millió  |
| Happy még mindig találkozgat a furcsa bajszú Chet-tel, ezért Toby féltékeny dühében bokszolni kezd, melyhez Cabe-től kap aktív segítséget. Adriana Molina helyébe egy igazi hivatalnok, Katherine Cooper lép, aki első intézkedéseként Ray kiebrudalását kéri a garázsból, melybe Walter beleegyezik. A csapat aktuális feladata egy olyan adathalász-eszköz kielemzése, melyet egy Kalifornia partjainál hajózó tengeralattjáró kommunikációs kábeléhez csatlakoztattak. Walter, Cabe és Happy a fedélzeten vannak, amikor az eszköz felrobban és ettől a tengeralattjáró súlyosan megsérül. A szárazföldön levő csapattagoknak kell kimenteniük őket a bent rekedt személyzettel együtt, mielőtt a tengeralattjáró önmegsemmisítő üzemmódba kapcsolna. Paige-nek nyomást kell gyakorolnia a terepmunkában tapasztalatlan Cooper ügynökre, hogy küldjön hajót a csapat megmentésére. Happy édesapja besegít a mentésbe, és meghallgatja Tobyt, aki Happy iránti érzelmeiről beszél neki. Walterben a tengeralattjáró fogságában tudatosul, hogy nem akar érzelmek nélküli robot lenni többé. Ray lakókocsijával együtt mégis bennmaradhat a garázsban, Ralph pedig egyetemet választ magának. |     |                                                       |                   |                                          |                                         |              |
| 27. | 5.  | Szuperhősök (Super Fun Guys)                          | Bobby Roth        | Adam Higgs & Nick Santora                | 2015. október 19. 2016. november 11.    | 9,46 millió  |
| Megan új kezelésének időpontját váratlanul előbbre hozzák, ezért Sylvester személyes okokra hivatkozva nem megy a csapattal új küldetésükre. A munka egy régi kazahsztáni katonai bázisra szólítja őket, ahol egy szervezett bűnbanda egy 70-es évekből származó szovjet nukleáris rakétát akar eladni. A csapat a helyszínen filmes stábnak adja ki magát, a kamerában azonban olyan detektor van, mellyel a rakétát keresik. Őrökkel a nyomukban kapóra jön egy Super Fun Guy film forgatása, így szuperhős jelmezekbe bújva álcázzák magukat. A rakéta robbanófejét kémiai módszerrel akarják hatástalanítani, ám üldözőik hamar rájuk találnak, ezért a csapatnak menekülnie kell a rakétával. Mivel vegyszerkészletük idő előtt elfogy, radikális módszerrel érik el, hogy a fegyver végül ne jusson rossz kezekbe. A rakéták „tulajdonosai” azonban nem veszik jó néven ezt a megoldást, ezért ki kell menekíteni a csapatot, melyhez Sylvester és Ray kérnek segítségét Cabe nevében, bár közben kiderül, hogy a NATO nemcsak egy katonai szervezetet jelent. Walter ajándékot hoz Sylvesternek, és a mai nap után Lois és Clark története is érdekelni kezdi. |     |                                                       |                   |                                          |                                         |              |
| 28. | 6.  | Másnaposság (Tech, Drugs and Rock’n Roll)             | Sam Hill          | Elizabeth Davis Beall & Nicholas Wootton | 2015. október 26. 2016. november 14-15. | 9,69 millió  |
| Miután Walter nem jelenik meg a garázsban, Paige és Cabe keresni kezdik őt. Egy hotelszobában találják meg másnaposan, és nem emlékszik semmire az előző éjszakából. Sietniük kell, mert a többiek már várják őket Richard Elia okos irodaházának átadásán, melynek biztonsági rendszerét a Skorpió csapat készítette. Az átadás után azonban váratlanul problémák lépnek fel az épület működésében, amelynek oka, hogy ismeretlenek Walter gépének feltörésével vírust juttattak be a rendszerbe. A kamerák felvételéből kiderül, hogy előző este Walter a hotel bárjában megismerkedett egy nővel, aki elterelte a figyelmét és így drogot csempésztek az italába. A rendszerhiba miatt az épületben tűz üt ki, mely veszélyezteti a bent levőket, köztük gyerekeket is. Cabe a féltékeny Paige-dzsel nyomoz az ismeretlen nő és megbízói után, míg a többiek az épületet mentik. Walter a tűz megállítása érdekében olyan döntést hoz, mellyel Tobyt nagy veszélybe sodorja. Sylvester csapdába kerül néhány gyerekkel, és a csapat csak kockázatos úton tud kimenekülni az égő épületből. Elia és Walter konfliktusba kerülnek a történtek miatt, Paige-nek pedig kusza érzései támadnak Walter előző esti nőügye miatt. |     |                                                       |                   |                                          |                                         |              |
| 29. | 7.  | Ámokfutó vonat (Crazy Train)                          | Jeff T. Thomas    | Kevin J. Hynes & Nick Santora            | 2015. november 2. 2016. november 16.    | 9,51 millió  |
| Előző este Toby elvesztette első bokszmérkőzését, de a kiütésnél is jobban bántja, hogy Happy nem volt ott. Paige és Ralph metróval egy múzeum felé tartanak, ám a szerelvény nem áll meg az állomásnál, hanem érezhetően nagyobb sebességgel halad tovább alagútban. Egy bűnbanda tört be a metró központi irányítórendszerébe, és ők irányítják a vonatot, mivel így akarnak bejutni a Los-angelesi repülőtér területén levő szigorúan őrzött raktárba, hogy ellopjanak onnan 50 millió dollárnyi brit aranyat. A banda után Cabe, Toby és Happy nyomoznak, Walter pedig felugrik a szerelvényre és átveszi az irányítást. Más megoldás nem lévén a vezető kocsi lekapcsolásával menti az utasokat, ezzel azonban alaposan megijeszti Paige-et. Este fény derül Ray szomorú titkára, Paige pedig elmondja Walternek, hogy ma attól félt, soha többé nem látja őt. A fiúk Cabe-bel együtt elmennek Happy stand-up fellépésére, amelyen kiderül, hogy a Toby által gyűlölt Chet csupán felkészítette Happyt a műsorára. |     |                                                       |                   |                                          |                                         |              |
| 30. | 8.  | 51-es körzet (Area 51)                                | Carey Meyer       | Kim Rome & Nicholas Wootton              | 2015. november 9. 2016. november 17.    | 9,37 millió  |
| Walter rá akar kényszeríteni Meganra egy új, a korábbinál agresszívabb kezelést és szinte követeli Sylvester támogatását ebben. Megan azonban nem akarja alávetni magát egy újabb tortúrának és arra kéri Sylvestert, álljon mellé Walterrel szemben. A csapat közben a CIA megbízásából egy új, szupertitkos repülőgépet keres, mely a CIA saját légierejének a büszkesége és egy rutinrepülés során a pilótával, valamint két áruló ügynökkel együtt eltűnt az 51-es körzetben. Mivel a radarok nem tudják érzékelni, Happy egy gamma spektrométerrel akarja a helyszínen megkeresni a gépet. Toby, Sylvester és Happy a munkáért kialkudott díjaikat felajánlják Walter kutatására. A csapat megtalálja a gépet és miközben visszaszerzik az árulóktól, Walter és Cabe megismerkednek a súlytalansággal. A küldetés végére Walter gazdagabb lesz egy nagyteljesítményű adattároló eszközzel, a kórházban azonban konfliktusba keveredik Sylvesterrel, aki Megan mellé áll a kezelés visszautasításában. |     |                                                       |                   |                                          |                                         |              |
| 31. | 9.  | Őfelsége szolgálatában (US vs. UN vs. UK)             | Omar Madha        | Scott Sullivan & Nick Santora            | 2015. november 16. 2016. november 18.   | 9,16 millió  |
| Megan állapota egyre romlik, de Walter mindenáron el akarja érni, hogy a lány által elutasított kezelést mégis elvégezzék rajta, ezért bírósági végzést szerez arról, hogy ő dönthet helyette. A csapat az MI6-szel dolgozik együtt New Yorkban, ahová Olivia Cromwell igazgatónő mellett egy Gleason nevű ügynök is velük tart. A küldetés célja elfogni és így megakadályozni Mr. Madaky buritani nagykövetet (aki valójában fegyverkereskedő) abban, hogy fegyvereket szállítson a lázadó forradalmárokkal harcoló fegyvereseknek. Jó alkalom kínálkozik erre, hogy most felszólal az ENSZ közgyűlésén, mert el tudják választani biztonsági csapatától és elkaphatják őt. A szükséges eszközök becsempészése Paige feladata, a módját azonban Walter találja ki, mellyel először meghökkenti a társaságot. A csapat azonban nehéz helyzetbe kerül, amikor a britek vezetője hátba támadja őket és megzsarolja a csapatot, hogy segítsenek megölni Madakyt. Ők azonban trükkhöz folyamodnak és eljátsszák még Gleason ügynök meggyilkolását is, de végül Cooper ügynök és a „halottaiból feltámadó” Gleason segítségével letartóztatják Madakyt és bűntársát. Waltert megérintik a nap eseményei, hiszen egy gazember meggyilkolását kellett megakadályozniuk a „Nagyobb Jó” érdekében. A kórházba érve sokkoló hírt kap Meganról és Sylvesterről. |     |                                                       |                   |                                          |                                         |              |
| 32. | 10. | Érkezők és távozók (Arrivals and Departures)          | Sam Hill          | Aadrita Mukerji & Nicholas Wootton       | 2015. november 23. 2016. november 21.   | 8,96 millió  |
| Megan rosszabbodó állapota miatt szüleik eljönnek hozzá a kórházba, ahová Walter és a csapat is velük tart. Rövid idő múlva egy súlyos gombafertőzés kezd terjedni, és a Járványügyi Központ úgy gondolja, hogy a Stachybotrys nevű gombafaj került be az épületbe. Karantént rendelnek el és megpróbálják kiirtani a feltételezett gombát, de a helyzet nem javul. A bent rekedt Skorpió csapatra hárul megkeresni a fertőzés valódi forrását, amit Toby érdekes helyen talál meg. Sylvester véletlenül találja meg az ellenanyagot, amiből egy labdányi mintát kijuttat Cabe-nek és Ralphnak, akik nagy mennyiséget kevernek össze belőle, majd Happy egyedi megoldással szétpermetezi az épületben. Eközben Walter és édesapja egy közös szigetelési munka közben kicsit közelebb kerülnek egymáshoz. Toby egy kisbabát segít a világra, ám míg a gyermek megérkezik, addig Megan már távozóban van és a visszaérkező Walter foghatja a kezét utolsó perceiben. Visszatérnek a garázsba, ahol Walter megkapja nővére utolsó üzenetét, apja pedig bocsánatot kér tőle mielőtt elindulnának a garázsból. Walter úgy tartja vissza őket, hogy mesélni kezd Megannel közös iskolai kalandjaikról, bár ehhez már egy kis kapaszkodóra van szüksége. |     |                                                       |                   |                                          |                                         |              |
| 33. | 11. | Vissza a suliba (The Old College Try)                 | Christiane Moore  | Rob Pearlstein & Nick Santora            | 2015. december 7. 2016. november 22.    | 9,30 millió  |
| A csapat még hat héttel Megan halála után is a szomorú esemény hatása alatt áll, Walter pedig Ray tragédiájába ássa bele magát, hogy ezzel elterelje a figyelmét a saját fájdalmáról. Ralph iskolai feladata egy időkapszula készítése, melyhez Paige a többiektől is különféle tárgyakat kér. Cooper ügynök sürgős munkával keresi meg őket, mivel cyber terroristák egy zsarolóprogrammal betörtek a Szövetségi Bank rendszerébe és negyedmilliárd dollárnak megfelelő bitcoint kérnek 72 órán belül. Ha nem kapják meg, leállítják a szoftver működését, amely a teljes bankrendszer összeomlásával és ennek következtében a világra kiterjedő gazdasági katasztrófával fenyeget. A nyomozás szálai az Óceánparti Egyetemhez vezetnek, így a csapat bármennyire is utálja főiskolás éveit, most különböző szerepekben kénytelen beépülni a tanárok és a diákok közé. Kiderül, hogy Walter nem tud tanítani, Happy nem való a lánycsapatba. Sylvester újabb megaláztatást szenved el, Toby pedig egykori riválisával néz farkasszemet a Pszichológia Tanszéken, míg Cabe biztonsági őrként beépülve, Paige pedig a fülesen keresztül támogatja a csapatot. Ray ma ki tud lépni önkéntes száműzetéséből, Walter pedig képes lesz a múlt részének tekinteni Megant, és végül ő is tesz valamit Ralph időkapszulájába. |     |                                                       |                   |                                          |                                         |              |
| 34. | 12. | Gátszakadás (Dam Breakthrough)                        | Adam Rodriguez    | Paul Grellong & Nicholas Wootton         | 2015. december 14. 2016. november 23.   | 9,13 millió  |
| A garázsban nincs karácsonyi hangulat, és Walter pedig egyre furcsábban viselkedik. Új megbízásuk az Augustine Erőműhöz hívja őket, ahol kritikus helyzet alakult ki a központi épület tetőszerkezetére dőlt fa miatt, és félő, hogy az esővíz betör a transzformátorházba. Zárlat esetén 100 ezer ember maradhat áram nélkül karácsony este az erőműnél fekvő városban. A rendszer helyreállítása és a tető javításának komplikáltsága miatt kérik a csapat segítségét. Walter megtalálja a megoldást, de közben egy földcsuszamlás miatt megreped a gát fala és attól tartanak, hogy átszakadásával az egész várost elpusztíthatja a víztömeg. A gátat helyrehozzák, ám a következő próbatételt a földcsuszamlás miatt eltömődött kivezető csatorna jelenti, melynek szabaddá tétele során Happy nagy bajba kerül. A túlterheltség következtében leálló turbinák miatt azonban a legnagyobb feladat még előttük áll: az emelkedő vízszint miatt meg kell fordítaniuk a folyó folyásirányát és ez csak egy cunami előidézésével lehetséges. A garázsba visszatérve értesülnek arról, hogy Walter rakétájával megnyerte a Karmen-díjat, ő azonban még mindig feszült és nem képes örülni ennek. Ferret Buerrell időleges eltűnése utolsó cseppként kivált belőle egy igazi érzelmi gátszakadást és végre kiadja magából az elmúlt hetek minden visszafojtott fájdalmát. A rakétát végül nővére hamvaival együtt fellövi a csillagok közé. |     |                                                       |                   |                                          |                                         |              |
| 35. | 13. | Fagypont alatt (White Out)                            | Jeff Hunt         | David Foster & Nick Santora              | 2016. január 4. 2016. november 24.      | 11,67 millió |
| Walter a közösségi médiában szélesítené társadalmi kapcsolatait, és lelkesen veti bele magát virtuális barátok megszerzésébe. A csapatot ma hideg helyre vezényelik, az Antarktiszon levő McMurdo kutatóállomás kell menniük, mert a Pentagon elveszítette a kapcsolatot az egyik földkörüli pályán levő műholdjukkal, amely a katonai drónokat irányítja. Egy katonai csapatot küldtek korábban Darfurba, akik egy falvakat lemészároló hadúrral akarnak leszámolni, de működő műhold nélkül nem találnak vissza a járművükhöz és a nagy túlerővel már nem sokáig bírnak. A Skorpió csapatnak az a feladata, hogy helyreállítsák a kapcsolatot a műholddal. Ralph a szakadozó műholdas kapcsolaton keresztül összebarátkozik a Darfurban levő Decker kapitánnyal, míg Walter, Cabe, Toby és Happy az elemekkel harcolnak az Antarktiszon. Happy eltűnik a hóviharban és Toby visszaindul a megmentésére, így Cabe és Walter fejezik be a munkát. Ralph segítségét megtisztelő gesztussal értékeli Decker kapitány, a hazatérő Waltertől pedig ajándékot kap egy láda igazi hó formájában. Happy nemcsak egy tanácsadó könyv, hanem szülei videójának hatására is változtatni akar az életén, Walter pedig estére szembesül a virtuális és a való világ különbségeivel. |     |                                                       |                   |                                          |                                         |              |
| 36. | 14. | Apa fia (Sun of a Gun)                                | Dwight Little     | Adam Higgs                               | 2016. január 18. 2016. november 25.     | 11,60 millió |
| Walter még mindig szélesítené társadalmi kapcsolatait, így rapidrandira meg Cabe és Toby kíséretében, ám nagy sikert nem aratnak, mindössze Toby szed össze egy kis vírust egy náthás pincértől. Ma Sylvester rég nem látott apja, Ken, a nyugdíjas ezredes (Jeff Fahey) keresi meg őket, aki szakértőként dolgozik a hadseregnél. Jöttének oka, hogy kiderült, a legendának hitt Napfegyver létezik, és egy észak-afrikai diktátor megtalálta azt az országukban hagyott második világháborús német bunkerben. A fegyver tulajdonképpen egy fémnátrium panelekből álló speciális napelem, mely a napsugarakat egyetlen sugárban gyűjti össze és műholddal összekapcsolva a Föld bármilyen pontját elérheti. A csapatnak még azelőtt meg kell találnia, hogy a diktátor valakivel felújíttatná és tökéletesítené azt. A helyszínen a csapat szétoszlik, és Sylvester kénytelen apjával együtt menni, míg Walter a diktátorral barátkozik, aki magát is zseninek tartja. Sylvester és apja megtalálják a napelemeket, de bennrekednek a bunkerben, míg a tábornok kódoláshoz használt okosórájának megszerzéséért Walter, Paige és Happy egy partin vesznek részt. Hazaérkezve Happy átveszi Ralphtól a beteg Toby ápolását, Sylvester apja pedig megköveti fiát eddigi ridegsége miatt. |     |                                                       |                   |                                          |                                         |              |
| 37. | 15. | A bomba (Da Bomb)                                     | Steven A. Adelson | Kim Rome                                 | 2016. január 25. 2016. november 28.     | 10,69 millió |
| Sylvester egy televíziós vetélkedőn akar pénzt szerezni ahhoz, hogy Meganról neveztethesse el a kórház új gyermekgyógyászati szárnyát, ezért felkészül a bemutatkozásra. A csapat új megbízása egyenesen a NASA-tól jön, még fellövés előtt meg kell találniuk a hibaérzékelő által jelzett lehetséges rendszerhibát egy titkos rakétában 3 órán belül. Walter rakétaépítésben meglevő ismereteire van szükség, ezért is keresték meg a csapatot. Walter a garázsból vizsgálja a rendszert, míg a lehetséges hardverhibák felderítésére Sylvester, Happy és Cabe a NASA-hoz mennek. A garázsba váratlan vendégként Linda, a rapidrandi szervezője érkezik, akit előző este Walter elhívott egy vacsorára. A lány mellkasára egy bomba van erősítve, a kezében pedig egy pendrive van, melyen Waltert arra utasítja egy ismeretlen, hogy szabotálja a rakéta kilövését, különben Linda meghal. Happy, Sylvester és Cabe a NASA-nál Merrickkel találkoznak, aki immár ott dolgozik, és Cabe-bel újból szembekerülnek egymással. Linda és Walter tegnapi randijáról Lindának más a véleménye, mint Walternek, aki elkövetett egy súlyos hibát azzal, hogy nem kísérte el az autójához a lányt. A csapat végül kicselezi a zsarolót, de ezzel még nincs lezárva az ügy, mert a bombával még el kell bánniuk, és ehhez Walter ipari mennyiségű zselatint készít. A veszélyes pillanatok után Walter bocsánatot kér Lindától, hogy ilyen helyzetbe hozta. Este még egy kis takarítás vár rá a garázsban, de ebben számíthat a csapat legkisebb tagjának a segítségére. |     |                                                       |                   |                                          |                                         |              |
| 38. | 16. | Szükségállapot (Fractured)                            | Christine Moore   | Matthew Davis & Nick Santora             | 2016. február 8. 2016. november 29.     | 11,36 millió |
| Toby és Walter konfliktuskezelési terápiára ítéltetnek, mert a csapat már nem bírja elviselni a marakodásukat. Az első alkalmat töltik a furcsa dr. Rizzuto-nál, amikor földrengés rázza meg a várost, és az infrastruktúra is megsérül. Ralph kajakozni szeretne, de Paige csak Sylvesterrel engedi el, így ők éppen a part felé tartanak, amikor a földrengés eléri őket. Toby és Walter felfedezik, hogy az egyik vízvezeték megsérült, és a növekvő víznyomás a mellette levő gázvezetéket veszélyezteti, amely miatt egy teljes városrész felrobbanhat, ezért a csapatnak erre kell megoldást találnia. A még mindig összeférhetetlen Tobyt és Waltert együttműködésre kényszeríti egy kisebb baleset, Sylvester és Ralph pedig kalandos úton együtt keresik meg a főcsapot, miközben az is kiderül, hogy Ralph nemcsak zseniként, hanem vakmerőségében is nagyon hasonlít Walterre. Happy, Paige és Cabe egy taxit mentenek ki a leszakadt elektromos vezeték fogságából, és végül valamennyien még időben találkoznak a városban, hogy pontot, vagy inkább fáklyát tegyenek a mai akció végére. Walter este felkeresi Tobyt, hogy a vitájukról és a terápia folytatásáról beszéljenek, majd elhívja magával Kovalskyhoz, Toby azonban nemet mond, mert odabenn egy különleges vendég várja. |     |                                                       |                   |                                          |                                         |              |
| 39. | 17. | Dróntámadás (Adaptation)                              | Sam Hill          | Scott Sullivan & Aadrita Mukerji         | 2016. február 22. 2016. november 30.    | 9,87 millió  |
| Sylvester a „The Price is Right” (Az ár helyes) vetélkedőre készül és árakat memorizál a többiek segítségével. Toby és Walter terápiáján fény derül Toby és Happy kapcsolatára, Walter pedig estig ad ultimátumot nekik, mert nem tűri a magánjellegű kapcsolatokat a csapaton belül. Walter szétválasztja a párost és a mostani megbízásukra Toby nem megy velük, hanem a garázsból segíti a csapatot. A mai ügyben mexikói drogfutárokra vadásznak, akik fegyveres drónokat használnak arra, hogy különösen tiszta heroint csempésszenek át a határon. A mexikói Szövetségi Biztonsági Minisztérium bízza meg a csapatot azzal, hogy találjanak módot a megállításukra. Egy helyi nyomozó kíséretében a helyszínre utaznak, és rövid időn belül feltűnik a drónraj is. A nyomozó tűzharcban megsérül, Happyre és Sylvesterre vár a feladat, hogy megmentsék az életét, melyhez orvosi beavatkozást kell végezniük, amit Toby a garázsból irányít. A garázsba visszatérve Paige beszél Walterrel, hogy gondolja meg magát Tobyékat illetően. Happy egyértelműen megmondja Walternek, hogy nem fogadják el a szabályát, inkább elmennek a csapatból. Walternek most mérlegelnie kell, hagyja elmenni őket vagy inkább ő alkalmazkodik az új helyzethez. |     |                                                       |                   |                                          |                                         |              |
| 40. | 18. | Közepesen halálos iramban (The Fast and the Nerdiest) | Don Tardino       | Kevin J. Hynes                           | 2016. február 29. 2016. december 1.     | 9,23 millió  |
| Sylvester a csapat lelkes szurkolása mellett részt vesz a The Price is Right vetélkedőn és megnyeri a 100 ezer dolláros fődíjat, így nagy lépést tesz arra, hogy a kórház új szárnyának Megan Dodd legyen a neve. A garázsba Cabe régi barátja Mick Doherty (Eric Roberts) tér be, kérve a segítségüket csempészbanda megállításában, akik egy közép-amerikai országba, Balio-ba akarnak vinni egy speciális biológiai fegyvert, melyet az országban regnáló diktatúra az őslakosok ellen akar felhasználni. A csempészéshez egy jármű importőr/exportőr céget vesznek igénybe, ezért oda kell először elmenniük. Walternek el kell terelni a csempészek figyelmét, míg Happy adatok után kutat, ezért a tulajdonossal autóversenybe kezd, ám mivel képtelen veszíteni, a verseny gyorsan véget ér, és így veszélybe sodorja magukat. Toby a nap folyamán több utalást tesz a szerencsejátékokban szerzett jártasságára, amivel felébreszti Happy rossz érzéseit, hogy benne is csalódni fog majd. Cabe végül nehéz szívvel tartóztatja le az igazi bűnöst, Walter pedig kárpótolni próbálja őt egy személyes ajándékkal. Toby ígéretet tesz Happynek, hogy miatta nem hagyja magán újból eluralkodni a játékszenvedélyét. |     |                                                       |                   |                                          |                                         |              |
| 41. | 19. | A vírus (Ticker)                                      | Mel Damski        | Rob Pearlstein                           | 2016. március 14. 2016. december 2.     | 8,96 millió  |
| A csapat saját olimpiát rendez a garázsban, és Walterről kiderül, hogy egyáltalán nem tud célba dobni. Fensőbbségében sértve autóba ül, de egy kisebb balesetet szenved és kórházba kerül, ahol először egy ügyvéd környékezi meg, majd egy kislánnyal, Oliviával találkozik, aki szívátültetésre vár. Amikor a csapat Walterért aggódva megérkezik, Toby észreveszi, hogy a műtőből éppen kikerülő páciens a Nibori vírus tüneteit mutatja, ami csak a Távol-Keleten található meg. A vírus forrását keresve felfedezik, hogy a Los angeles-i vérbank bárkódgeneráló rendszerét ismeretlenek feltörték és így a zacskókra átkódolt jelölések kerültek, melynek következtében a felhasználható vér közé vírussal fertőzött vércsomagok keveredtek. A fertőzött vér kiszűréséhez meg kell találni az eredeti kódokat, ám ehhez rá kell jönni az átkódolás logikájára, ám addig leállítanak valamennyi műtétet. Olíviának azonban már nincs elég ideje, a donorszív pedig úton van, ezért Walter segíteni akar, ám csak 4 órájuk van arra, hogy a kislánynak megfelelő Lutheran AB negatív vért megtalálják, és kézre kerítsék a felelőst. A csapat versenyt fut az idővel, miközben kiderül, hogy nem egy terrorista műve a hackelés, hanem annak kizárólag gazdasági okai vannak.Visszatérve a garázsba Walter levetkőzi hiúságát és beszáll a csapat játékába, Sylvester pedig megfelelő ügyvédet talál magának Walter kórházi ismerősének személyében. |     |                                                       |                   |                                          |                                         |              |
| 42. | 20. | Djibouti akció (Djibouti Calls)                       | Omar Madha        | David Foster                             | 2016. március 21. 2016.december 5.      | 8,65 millió  |
| Sylvester ma találkozik új ügyvédjével, aki furcsább, mint gondolta. Cabe pedig magával hozza új gyakornokát, Tim Armstrongot, aki a hadseregtől került a Nemzetbiztonsághoz. A mai megbízást Cabe az FBI-tól hozza, akik arra kérik fel a csapatot, hogy működjenek közre egy terroristákat lehallgató rendszer telepítésében az USA Dzsibutiban levő helyi katonai bázisán. Ám ez csak egy fedőtörténet annak érdekében, hogy Cabe és Tim megtaláljanak egy, a makuriai határnál levő kereskedőt, aki antik tárgyakat rabolt el a Közel-Keleti Múzeumból és az eladásukból származó pénzt terroristák kiképzésére, hamis papírok és fejlett robbanószerek vásárlására fordítja. Az akció mentőakcióvá alakul át, amikor Cabe-et elfogják, és vallatni kezdik. Tim és Paige régiségvásárló házaspárnak adja ki magát, így terelve el a kereskedő figyelmét, miközben Toby és Walter Cabe-et próbálják megtalálni. Sylvester és Happy elkészítik egy értékes tál másolatát. Toby és Walter megtalálják Cabe-et, de a kiszabadítása közben tűzharcba keverednek a kereskedővel és az embereivel, és ennek során Paige-et eltalálják. Szerencsére kisebb sérüléssel megússza a kalandot, a garázsban pedig Tim veszi kezelésbe a sebet, Walter figyelő tekintetétől kísérve. |     |                                                       |                   |                                          |                                         |              |
| 43. | 21. | Kockázatok (Twist and Shout)                          | Christine Moore   | Paul Grellong                            | 2016. március 28. 2016.december 6.      | 8,74 millió  |
| Walter nem áll ki Tim ellen a játékgépen, ezért Tim új rekordot tud felállítani. Linda megjelenik a garázsban, ami nem nagyon tetszik Paige-nek, ráadásul Ralpnak is problémája akad az iskolában, mert az egyik tanára ellopta a hanghullámszoftverét és emiatt a kisfiú most bíróságra akar menni.. A csapat mai munkája Vietnamba szólítja őket, ahol egy gyár építése előtti talajrendezés során a földből előkerül egy 1971-ben eltűnt tengerészgyalogos töltényöve. Fia, John Pandova (Josh Randall) felbéreli a Skorpió csapatot, hogy képalkotó technológia és egy földradar alkalmazásával derítsék fel, tényleg ott vannak-e az édesapja maradványai. Két napjuk van a munkára, de egy rendkívül erős tornádó közeledte ezt mindössze két órára csökkenti. Toby és Happy megtalálják a katona azonosító láncát, amit átadnak a fiának. A tornádó azonban megérkezik, és Walter szárazjéggel el akarja téríteni azt, ám közben ő és Paige közben az útjába kerülnek. Este Tim egy szép, kedves és okos nőről beszél Walternek, aki azt tanácsolja, hívja el vacsorázni, ám megdöbben, mikor Tim elmondja, kire gondolt. Walter felhívja Lindát, ám ő nem hívja vissza egyelőre, így a garázs magányában mégis felveszi a kesztyűt, és játszani kezd Tim új rekordjának a megdöntéséért. |     |                                                       |                   |                                          |                                         |              |
| 44. | 22. | A nagy rablás (Hard Knox)                             | Omar Madha        | Scott Sullivan                           | 2016. április 11. 2016.december 7.      | 8,74 millió  |
| Walter egy hete jár Lindával és most a Botanikus Kertben a titánbuzogányt tekintik meg, bár Linda nem tudja sokáig elviselni a virág kellemetlen szagát. Ralph beperelte a tanárát szoftverének ellopása miatt és a csapat természetesen ott van a tárgyalóteremben. A bírósági tárgyalás előtt Toby felvilágosítja Waltert, hogy Linda miért van vele valójában és Walter megérti, hogy mit kockáztat ezzel a kapcsolattal. Visszatérve a garázsba, Ralphnak támad egy ötlete a bíróság által előírt bizonyítékok összegyűjtésére, amivel sokkolja Waltert, aki durván válaszol rá és megbántja a kisfiút. Mai megbízásuk egyenesen a Fort Knox-ba szólítja őket, ahol az új biztonsági rendszert kell tesztelniük úgy, hogy egy szigorúan őrzött porosz jogart megpróbálnak ellopni onnan, így bizonyítva, hogy az őrzést végző magáncég nem vigyáz megfelelően a letétbe helyezett vagyonra. Walter, Happy és Toby mennek oda, Cabe és Tim a háttérből támogatják őket, Sylvester és Paige pedig a garázsban Ralph bizonyítékait gyűjtik össze.. Az erődben a háromfős csapat bejut a titkos kamrába és megszerzik a jogart is, de felfedezik, hogy abban polónium van elrejtve, melyért az őket megbízó parancsnok a felelős. A bíróságon Ralph az egyedi kódszámok eredetének a felfedésével bizonyítja, hogy ő írta a szoftvert. Este a garázs tetején Walter beszél Ralphfal, és bocsánatot kér tőle a délelőtti viselkedéséért. A tetőn megjelenő Lindával Walter elbeszélget, de a beszélgetés végét Paige már nem hallja meg. Toby ügyes trükkel megszerzi Happy gyűrűméretét, Sylvesternek adja át, aki cinkosa egy titkos akcióban. |     |                                                       |                   |                                          |                                         |              |
| 45. | 23. | Chernobyl (Chernobyl Intentions)                      | Jeff T. Thomas    | Nick Santora & Nicholas Wootton          | 2016. április 18. 2016.december 8.      | 8,35 millió  |
| Happy segíteni próbál Walternak Paige visszaszerzésében, ezért neki ad két belépőjegyet a tahoe-i jazzfesztiválra, hogy vigye el Paige-et. Toby ma részt vesz Mark Collins kompetenciatárgyalásán, melynek célja, hogy megállapítsák kiengedhetik-e a zárt intézetből. A csapat többi tagja messzire utazik, mert Csernobilban van rájuk szükség, ahol az egykori atomerőmű eltemetett reaktormagja a régi, romló szarkofágon keresztül destabilizálja az új, javított betonszarkofágot. A Globális Energia Tanács részéről Okszana Nasztrova (Kathleen Munroe) kíséri őket a helyszínre. A csapat Happy robotjának segítségével felfedezi, hogy a reaktor magja mellett szilárd cézium van, melyet nem szabad elérnie a folyékony anyagnak, mert újabb katasztrófa következhet be. Paige és Sylvester Okszana gépével a szarkofág fölé repülnek, hogy ott méréseket végezzenek, ám a szarkofágba beküldött robotot (RANDY-t) radioaktív sugárzás éri és áttöri a reaktormag felületét, amely egy radioaktív felhő kibocsátását eredményezi. A repülőgép működésképtelenné válik és nekiütközik a régi kupolának, csapdába ejtve a gép utasait. Walter és Happy a közeli vidámparkban található körhinta és egy hosszú lánc segítségével tudják kirántani az épület falából a repülőgépet. Paige azonban ott marad, Walter bemegy érte, és együtt látják, hogy a folyékony mag egyre jobban terjed. A reaktormagot az épület berobbantásával lehet elválasztani a céziumtól, ezért gyorsan ki kell menekülniük a reaktorblokkból, ám közben Walter nagy veszélybe kerül, ám szerencséjére Paige nem veszíti el a lélekjelenlétét. Este Happy biztatására Walter összeszedi a bátorságát és odamegy Paige-hez a jegyekkel, hogy elhívja a tahoe-i hétvégére. Sylvester elintézi Tobynak az egyedi eljegyzési gyűrűt, ő pedig elmegy érte Walter új autójával. |     |                                                       |                   |                                          |                                         |              |
| 46. | 24. | Életre-halálra (Toby or Not Toby)                     | Sam Hill          | Nick Santora & Nicholas Wootton          | 2016. április 25. 2016.december 9.      | 8,98 millió  |
| Előző este Mark elrabolta Tobyt és most fogva tartja egy elhagyatott raktárban, hogy vele zsarolja Waltert. A csapat keresni kezdi őt, de csak az autót és elhagyott telefonját találják meg. A garázsba visszatérve éri el Waltert Mark hívása, aki azt akarja, hogy Walter adja át neki az agy és agy között kiépített kapcsolatról (BBI) szóló kutatását, mellyel Collins képes lesz egy olyan technológia kifejlesztésére, amely az emberi gondolat olvasását teszi lehetővé.A csapat keresni kezdi a búvóhelyét, ahol eközben Collins fogselyemből labirintusszerű pókhálót készít Toby köré, melynek végén egy savval teli palack lóg egyenesen Toby fejére irányítva. A búvóhelyet amatőr rádiófrekvenciák megfigyelésével megtalálják, és míg Walter üldözőbe veszi Markot, a többiek azon gondolkodnak, hogyan szabadítsák ki a kelepcéből Tobyt. Végül Tim és Cabe letartóztatják Collinst, ám még mielőtt elvinnék a rendőrök, Walter szembenéz vele és elmondja, ő megtalálta a helyét a világban a csapattal, a küldetésével és ez megnyugvással tölti el őt. Collins viszont olyan pókhálót épített magának a saját gondolataiból, melyből nem tud kiszabadulni. A garázsba visszatérve Toby megkéri Happy kezét, amivel nagyon kínos helyzetbe hozza a lányt. Toby alkohollal próbál enyhíteni bánatán, és prédikál egyet Walternek az élet valódi értelméről, aki végre összeszedi magát és elindul Paige után a Tahoe-tóhoz. |     |                                                       |                   |                                          |                                         |              |

## Harmadik évad (2016-2017)
| Sor. | Év. | Cím                                                     | Rendező            | Író                                    | Premier                               | Nézettség   |
| --- | --- | ------------------------------------------------------- | ------------------ | -------------------------------------- | ------------------------------------- | ----------- |
| 47. | 1.  | Polgárháború (Civil War)                                | Sam Hill           | Nick Santora and Nicholas Wootton      | 2016. október 3. 2017. november 10.   | 8,30 millió |
| Cabe hívása félbeszakítja Tim és Paige tahoe-i hétvégéjét, miként a közben odaérkező Walterét is. Cabe azonnal visszarendeli őket, így a páros az értük küldött repülőgépen váratlanul Walterrel találja szemben magát.. A garázsba összegyűjtött csapatot a légierő admirálisa keresi fel, mert ismeretlenek feltörték az USA légierejének az irányítórendszerét és átvették felette az irányítást. A terroristák erőfitogtatásként kíméletlenül elpusztítanak egy repülőgépet a levegőben, majd a tengeralattjárók és a hadihajók irányításának átvételét követően azok rakétáit amerikai nagyvárosokra irányítják. Mivel a hackerek a hadsereg titkos irányító központján keresztül vették át az irányítást a haderő felett, a csapat először ennek helyét deríti fel, Walter és Paige pedig odamennek, hogy Walter visszaállíthassa a rendszert. Miközben egy levegőben levő vadászgép felett próbálják visszaszerezni irányítást, Toby és Happy veszekedésbe torkolló vitát folytat az eltitkolt férj miatt. Walter és Paige fagyos hangulatban érkeznek az irányító központba, ám egy becsapódó rakéta miatt menekülniük kell, így Walter már nem tudja a rendszert visszaállítani. Fény derül Walter tahoe-i beavatkozására és ezért vita robban ki közöttük, melynek végén Paige sarkon fordul és így végül nem a címzett hallja meg, hogy Walter miért is ment utána. Bulgáriában felfedezik a hackerek nyomait, így Sylvester, Cabe és Tim egy nagysebességű repülőgéppel odautaznak. |     |                                                         |                    |                                        |                                       |             |
| 48. | 2.  | A polgárháború folytatódik (More Civil War)             | Jeffrey Hunt       | Nick Santora and Nicholas Wootton      | 2016. október 3. 2017. november 10.   | 8,30 millió |
| Tim meghallja Walter magában elmormolt szavait arról, hogy valójában miért is ment a Tahoe-tóhoz, ezért Cabe-nek kell békítgetnie, míg a hackerek búvóhelyét keresik Bulgáriában. Sylvesternek illegális pókerjátszmában kell részt vennie, de egy bolgár fejcsóválás miatt Timmel és Cabe-el együtt bajba kerülnek. Toby Happy lehetséges férjét akarja felderíteni, ám Happy bizalmat kér tőle az ügy megoldásában. Az irányítórendszer visszaállításához egy hadihajóra kell Walternek feljutnia, melyhez Toby konfetti-ötletét használja fel, ám mire ez sikerülne, addigra a terroristák leválasztanak egy atomrakétát. Más lehetőség nem lévén, Walter elindíttatja a rakétát, hogy a levegőből hozhassák vissza végül, miközben Cabe-nek és Timnek meg kell találnia a hackereket, hogy megakadályozzák a rakéta célba állítását. A fárasztó nap után Sylvesternek elege lesz a szörnyű hangulatból és alaposan megmondja a véleményét a társaságnak. Cabe beszél Walterrel, akinek kényelmetlen beszélgetést kell folytatnia még Timmel is. |     |                                                         |                    |                                        |                                       |             |
| 49. | 3.  | Nem a zuhanás öl meg (It Isn't the Fall That Kills You) | Sanford Bookstaver | Nick Santora and Scott Sullivan        | 2016. október 10. 2017. november 17.  | 7,05 millió |
| Sylvester közös meditációt javasol Tobynak és Walternek, hogy egy kicsit enyhüljön a bennük levő feszültség. A csapatot ismét Richard Elia keresi fel, akinek gondja támadt az új rakétaprojektjével, melyben Walter forradalmi ötletét használták fel. Walter a rakéta belsejében dolgozik, amikor egy villám csap a rakéta kilövőrendszerébe, és az elindítja a rakétát. A csapatnak azzal kell szembenéznie, hogy amennyiben a kabin leválik a rakétatestről, az Walterrel együtt elhagyja a légkört. Walter a közben fellépő oxigénhiány miatt Paige-ről kezd hallucinálni és álmában furcsa dolgokat művel. Súlyos hipoxiás állapotában most csak Paige-dzsel kommunikál, ezért neki kell rávennie arra, hogy egy kar elhúzásával kimenekülhessen a rakétából. Walter megmentéséhez végül Tim ötletét használják fel, de ő így is megsérül és nem emlékszik a hallucinációban töltött időre, egy pici részlet kivételével. |     |                                                         |                    |                                        |                                       |             |
| 50. | 4.  | Az eltűnt fiú (Little Boy Lost)                         | Steven A. Adelson  | Rob Pearlstein and Nick Wootton        | 2016. október 17. 2017. november 17.  | 7,17 millió |
| Toby még mindig Happy férje után nyomoz, és kétségbeesésében még Mark Collinst is meglátogatja a börtönben. Mark egy rejtvényt ad fel neki, mellyel megkapja a férj nevét. Tim próbál közelebb kerülni Ralph-hoz, de Ralph annyira nem lelkesedik érte, inkább elindul a mai osztálykirándulásra, melynek során a vasúti pályaudvart nézik meg. A kiránduláson Ralph segít autista osztálytársának, Danielnek, aki nem beszél és ráadásul szinte minden zajra érzékeny, így fülhallgatóval jár és egy tableten kommunikál másokkal. Ralph támogatja és megnyugtatja őt, mert megérti, milyen különbözni másoktól. Paige Daniel anyjával vár a fiúkra, ám csak Ralph kerül elő, Daniel eltűnt. A biztonsági őrök sem látták a kisfiút és az édesanyja kétségbe van esve, ezért Paige a csapat segítségét kéri. Kiderül, hogy Daniel tabletjét a pályaudvaron elcserélték egy bűnöző tabletjére, amelyre egy „okos golyót” irányító szoftver lett telepítve. Toby, Sly és Walter egy közeli gabonatárolóban találják meg a kisfiút, aki belezuhan egy búzatároló tartályba, innen kell kimenteniük őt. A csapat Danieltől megtudja, hogy a rosszfiúk milyen helyszínt néztek meg utoljára a tableten, így megtalálják a szoftver célpopntját. Happy felfedezi, hogy a helyszín közelében levő propángázt tartalmazó tartály lehet a valódi célpont, melynek felrobbantása sokkal több emberéletet követelhet és romba döntheti a környéket. Este Toby végre kitalálja Happy férje nevét, Happy azonban még ennél is váratlanabb bejelentést tesz. |     |                                                         |                    |                                        |                                       |             |
| 51. | 5.  | Egy este a múzeumban (Plight at the Museum)             | Christine Moore    | Paul Grellong and Nick Santora         | 2016. október 24. 2017. november 24.  | 7,03 millió |
| A csapat napja némi visszaemlékezéssel és Toby háborgásával indul Happy álházassága miatt.Walter állampolgárságának meggyorsításához Cabe kapcsolatait felhasználva kérhet némi szívességet, de a szigorúbb ellenőrzés miatt ez kockázatos és akár mindannyiukra is visszaüthet.Cabe-et egy csőtörés üldözi el a lakásából, a nap végére kiderül, hogy penészt is talál nála a vízvezetékszerelő. A csapat mai megbízása a Los Angeles-i Tudományos és Történeti Múzeumba szól, ahol egy ókori oszlop állagromlását kell kivizsgálniuk. Mivel Toby már-már terhességi tüneteket képzel be magának, Paige kénytelen határozottan elbeszélgetni vele. A csapat a múzeumban még el sem kezdi a munkát, amikor azzal szembesülnek, hogy kommunikációs vonalaik nem működnek, és az épületben rajtuk kívül van még néhány fegyveres is. A fegyveresek célja egy különleges ásvány megszerzése, melyet egy dél-amerikai állam nukleáris bombájának "feljavítására" akarnak felhasználni. A csapat némi trükkel átveri a rablókat, és megszerzi az értékes anyagot, ám menekülniük kell, mert a gazfickók a kiállítási termeken átvágva üldözőbe veszik őket. Sly ma találkozik Reginalddal, a különleges sólyommal, aki segítségükre lesz a helyzet megoldásában. Este a bevándorlási hivatal szigorú ellenőre látogatja meg Waltert és Happyt, és beígért további vizsgálódások miatt furcsa lakóközösség alakul ki a garázsban. |     |                                                         |                    |                                        |                                       |             |
| 52. | 6.  | A guanó mélyén (Bat Poop Crazy)                         | Omar Madha         | David Foster and Nicholas Wootton      | 2016. október 31. 2017. november 24.  | 6,51 millió |
| Miközben a csapat Halloweenre és Walter bevándorlási ellenőrzésére készül, megbízást kapnak, hogy akadályozzák meg egy arizonai mély barlangban élő denevérfaj kihalását. A denevéreket megtámadó „Fehér Orr” szindrómát egy ritka gombafaj okozza, amelynek terjedését egy levegőbe juttatott gombaölőszerrel tudják megakadályozni, A helyszínre érve kiderül, hogy az agresszívvá vált denevérek a tudósokat is megtámadták korábban, egyiküket Toby viszi biztonságos helyre, ahol kezelést kaphat. Senkit sem ér meglepetésként, hogy Sly nemcsak a madaraktól, hanem más repülő lényektől is retteg. A nap folyamán előbújnak Paige gyermekkori emlékei is, melyekhez Walter nagy empátiával viszonyul. Happy terhes lévén nem mehet velük, ezért a felettébb élénk és a cukorkát nagyon kedvelő Ralph felvigyázásával gyakorolhat a jövendő anyaságra. A garázsban Halloween bulit tartanak, de megjelenik Joyce Linehen ügynök és így a „házaspár” felemás sikerrel túlesik az első bevándorlási ellenőrzésen, ám ezzel még nincs lezárva az ügy. |     |                                                         |                    |                                        |                                       |             |
| 53. | 7.  | A nagyobb hal (We're Gonna Need a Bigger Vote)          | Sam Hill           | Elizabeth Davis Beall and Nick Santora | 2016. november 7. 2017. december 1.   | 6,92 millió |
| Ma a csapat az FBI nem túl segítőkész munkatársaival dolgozik együtt egy olyan megbízáson, melyet közvetlenül az elnök környezetéből kapnak. Az elnökválasztás számítástechnikai rendszerét törték fel ismeretlenek, de a csapat legjobb hackere, Walter mégsem tarthat velük a helyszínre, mert vele szemben még fennáll az állampolgársági csalás gyanúja. Walter Ralphfal együtt a garázsban marad egy ügynök felügyelete alatt, aki nem számol azzal, hogy két zsenit kell őriznie, így nem sokkal később Walter és Ralph már „vidd a fiad magaddal dolgozni” napot tartanak. Kiderül, hogy a kinai konzulátus áll a hackertámadás mögött, mivel ezzel akarják befolyásolni a választásokat, megrendítve a választók bizalmát a teljes politikai rendszerben. Egy meggyengült amerikai kormányzattal szemben lehetőségük lenne megszerezni az ellenőrzést a nemzetközi kereskedelmi hajózási útvonalak felett. Toby bekerül egy tévéműsorba, Slynak pedig megtetszik a politika és úgy dönt, indul a soronkövetkező helyi képviselőválasztáson. Tim egy bálon akarja bemutatni Paige-et a szüleinek, ezért este mindannyian odamennek, de előtte Ralph még beszél Walterrel. A bevándorlási üggyel foglalkozó ügynök biztos abban, hogy Walter csalt a zöldkártyával, de mivel a mai sikeres akció után egyenesen a központi kormányzattól kapott erre utasítást, kénytelen jutalomként megadni Walternek az állampolgárságot. Happyt a napelemek építése közben kapott kadmiummérgezés csúnyán megvezette, de ez Tobyt nem tántorítja el terveitől. |     |                                                         |                    |                                        |                                       |             |
| 54. | 8.  | Az igazi család (Sly and the Family Stone)              | Jeff Hunt          | Adam Higgs and Nicholas Wootton        | 2016. november 14. 2017. december 1.  | 7,22 millió |
| A csapat Írországba utazik Walter szüleihez, hogy Megan halálának egyéves évfordulóján részt vegyenek Megan síremlékének felavatásán. Happy és Toby a garázsban maradnak, Toby a nagy esküvő rendezéséről próbálja meggyőzni a lányt. Megpillantva a házukat Walterbe visszatér a régi, nem túl kellemes érzés szülőhelyéről, melyen az sem javít, hogy szülei fiukként fogadják Sylvestert, vele szemben azonban apja még mindig távolságtartó. A közeli tónál Walter felfedezi, hogy abban mérgező gázok gyűltek fel, melyek hamarosan kitörhetnek, halálos széndioxidfelhővel fenyegetve az egész falut. Az ottaniakat nem könnyű meggyőzni, ebben Sly is segít Walternek, a többiek ebből is láthatják, hogy nem lehetett egykor könnyű a számára itt élni és elfogadtatni magát. Walter a többiek minden félelme ellenére végül jól együttműködik Timmel és némi műtrágya felhasználásával együtt hatástalanítják a gázfelhőt. Walternek újból szembe kell néznie apja bizalmatlanságával, ám a munka végén Sean O’ Brien kénytelen elismerni fia teljesítményét és egy kicsit ismét közelebb kerülnek egymáshoz. Walter gyerekkori ellenségei is feltűnnek, méltatlan helyzetbe sodorva őt a rokonok előtt, de végül kivívja a tiszteletüket. Megan síremlékét végül felszenteli a helyi pap, Walter és Sly, mint a Meganhoz legközelebb álló két ember testvérként állnak a sírkő előtt. Hazatérve Walter Sly-jal arról beszél, hogy a csapat is a családja, de Sly áll hozzá a legközelebb és egy határon átcsempészett kő lesz ennek a jelképe ezen a napon. |     |                                                         |                    |                                        |                                       |             |
| 55. | 9.  | A család a múltból (Mother Load)                        | Jeff T. Thomas     | Kevin J. Hynes                         | 2016. november 21. 2017. december 8.  | 7,07 millió |
| Sly szeretné megmenteni a bontástól az általa annyira szeretett Warlock Chest képregényboltot, és ezért petíciót akar benyújtani, melyhez aláírásokat gyűjt. Ekkor találkoznak az ellenlábas képviselő kampánymenedzserével, Allie-vel, aki első látásra megtetszik Cabe-nek, aki Sly kampányát irányítja. A csapat a garázsban a Hálaadásnapi vacsorára készül, melyet Paige kénytelen félbehagyni, mivel Walter elvállalja egy ingatlanbefektető megbízását. A helyszínre érve kiderül, hogy a „befektető” nem más, mint Paige rég nem látott, szélhámos anyja Veronica, aki azért hívta őket az elhagyatott épületbe, mert egy radioaktív nukleáris reaktort talált, de nem titkolt célja, hogy így vegye fel a kapcsolatot a lányával. Paige nem örül anyjának, mert az elmúlt évek alatt teljesen eltávolodott tőle. Toby próbál köztük villámhárító lenni, de Paige nem enyhül és el akarja küldeni az anyját. A reaktor felrobbanással fenyeget, ezért a csapatnak mielőbb ki kell juttatnia az épületből, hogy a forgalmas városrészt megmentsék. Veronicára közben rosszarcú „üzletemberek” vadásznak, akik a pénzüket akarják visszakapni és semmitől sem riadnak vissza, így fegyvereikkel a csapatot is üldözőbe veszik. A csapat végül egy Super Fun Guy figura és egy fánkoskocsi segítségével sikeresen megmenti a várost és lerázzák üldözőiket is. A nap végén visszamennek befejezni a Hálaadásnapi vacsorát, bár az nem Paige tervei szerint sikerül. Ralph megörül sosem látott nagymamájának, akivel úgy tűnik, már egy ideje levelező kapcsolatban állhat. Veronica, aki olvasott Walter jószándékú dolgairól, egyértelműen a tudomására juttatja, hogy Timmel szemben őt tartja a lányához illő férfinek, ezért segíteni fog neki abban, hogy visszakapja Paige-et Timtől. |     |                                                         |                    |                                        |                                       |             |
| 56. | 10. | A mélyben (This is the Pits)                            | Sam Hill           | Kim Rome & Nicholas Wootton            | 2016. december 12. 2017. december 8.  | 6,98 millió |
| Tim távollétében Ralph, Paige és Walter közös esti mozit rendeznek a garázsban, melynek során Walter felhasználja Veronica manipulatív tanácsait Paige megnyerésére. Cabe és Sly nem tudtak elegendő pénzt összegyűjteni a választási kampányhoz, ezért még további anyagi támogatásra van szükségük, törni kell a fejüket, honnan szereznek támogatást. Közben egy nő egy kerékpárost kerülve belehajt a Los Angeles mellett levő La Brea kátrányos vízzel teli gödreinek egyikébe és autójával együtt beszorul a ragacsos mederbe. A Los Angelesi Tűzoltóságnak nincs elegendő kapacitása az életveszélyes akció lebonyolítására, ezért a csapat segítségét kérik. Tim azzal a hírrel érkezik vissza, hogy állásajánlatot kapott egykori felettesétől, aki egy Jordániában levő biztonsági cégnél dolgozik. Mivel nem lehet a partról hozzáférni az autóhoz, ismét Walter kockáztatja az életét, és egy általuk összeállított védőfelszerelésben merül le megkeresni az autót a bennrekedt nővel. Walter bajba kerül, de végül Ralph távoli segítségével sikerül kimenekíteni a bajba került nőt az addigra már lángoló kátrányos tóból. Walter később érkezik a felszínre, és Paige nem tudja elrejteni aggodalmát miatta, de szerencsére egy kis égéssel megússza a kalandot. Veronica eközben Ralphnak segít megnövelni a süteményeladás nyereségét, bár a módszere itt is az átverésen alapul. A nap végén a megszerzett bevétel kampányadományként végzi, mert Ralph nem akarja megtartani az ebül szerzett pénzt. Ahogy Ralph, úgy Walter sem szereti a csalást és a manipulációt, ezért visszautasítja Veronica további segítségét Paige visszaszerzésében. Nem akarja megbántani Paige-et, egyenes eszközökkel akarja visszanyerni őt. Tim visszautasítja az állásajánlatot, mert Paige-dzsel és a csapattal akar maradni. |     |                                                         |                    |                                        |                                       |             |
| 57. | 11. | Ó szép fenyő (Wreck the Halls)                          | Milan Cheylov      | Scott Sullivan                         | 2016. december 19. 2017. december 15. | 7,53 millió |
| Walter irodát épít Timnek, amellyel sikerül megdöbbentenie a csapatot, Tim pedig gondolkodóba esik tőle. Cabe és Tim egyforma szemüvegben jelennek meg és láthatóan egy hullámhosszon vannak, ezért Cabe-nek sem tetszik Walter „alkotása”. A karácsonyt a csapat elektronikus eszközök nélkül akarja tölteni, ezért a hegyekbe mennek egy házikóba. A karácsonyfa keresése közben fegyvercsempészekbe ütköznek, akik követik őket a házikóba, ezért házilagos módszerekkel veszik fel ellenük a harcot, akárcsak Kevin valamennyi karácsonyon… Szerencsére Paige, aki legjobban harcolt az elektromos kütyük ellen, mégis hozott magával egy mobiltelefont, Walter pedig méltó társa a szabályszegésben, mert egy notebookot vett neki ajándékba karácsonyra, így szorult helyzetükben legalább ezeket használni tudják. A fegyveresek egy ATF ügynököt túszként tartanak fogva, ezért a csapat őt is igyekszik megmenteni, ám amikor ez sikerül, kiderül, hogy törököt fogtak vele. Ralphot elrabolják, Walter és Paige ered utánuk, de végül Ralph találékonysága is segít abban, hogy sértetlenül megússza a kalandot. Walter és Tim heves vitába bonyolódnak Paige és minden más eddig eltemetett sérelem miatt, amelynek Paige megjelenése vet véget. Tim azonban ekkorra már meghozta a döntését és közli a csapattal, hogy elfogadja az állást Ammanban. Toby figyelmezteti Waltert, hogy Paige ezért őt fogja hibáztatni. Cabe nagypapaként ad ajándékot Ralphnak. |     |                                                         |                    |                                        |                                       |             |
| 58. | 12. | Ájsz, ájsz, Cabes (Ice Ca-Cabes)                        | Jeff T. Thomas     | David Foster & Nick Santora            | 2017. január 2. 2017. december 15.    | 7,37 millió |
| A csapat – készülve a mostani megbízásra – curlingpályát épít, a játéknak csak Cabe megjelenése vet véget. A munka ma a sivatagba szólítja őket egy szivattyútelepre, ahol tesztelniük kell az államok közötti vízvezetéket. Tim távozása foglalkoztatja őket, Walter pedig a maga módján magyarázza el a helyzetet: mindenki helyettesíthető, még ő is. Walter úgy gondolja, most már minden visszatér a normális kerékvágásba, ám Paige nem így van ezzel, és ezen összeszólalkoznak, így a nap feszülten indul. Cabe visszaköltözik a lakásába, emiatt Happy egy kicsit szomorú, ezért Cabe barátjaként nekiadja édesanyja brossát, hogy az esküvőjén viselje, ha szeretné. A szivattyútelepen váratlan meghibásodás történik és Cabe súlyosan megsebesül egy kirepülő rézdarabtól. A segítség lassan érkezik, ezért nekik kell tenniük valamit, hogy megmentsék Cabe életét, ezért a szuperfagyasztás módszerével lefagyasztják Cabe-et, ezzel tulajdonképpen halottá téve őt. Nagyon tartanak attól, hogy nem sikerül a tervük, ezért elköszönnek tőle, ami Walter esetében ismét sajátságosan sikerül. A fémdarab eltávolítását követően, de még az elszállítása előtt újra kell éleszteniük őt, melyben a csapaton kívül egy kígyónak és némi kén-hidrogénnek is szerepe van. A kígyó becserkészéséhez Slynak kell túllépnie önmagán, a kén-hidrogént azonban Walter és Paige szerzik meg egy nudista strandként működő gyógyforrás vizéből. Egy megindító pillanatban Walter Cabe kórházi ágyánál szóban is kifejezi szeretetét „apja” iránt, aki hasonlóképpen nyilatkozik. A „gyerekek” örülnek, hogy Cabe jobban van és körbefogják az ágyát. Toby rávilágít a kén-hidrogén megszerzésének nem mindennapi körülményeire, melyre Paige érzékenyen reagál, ezzel vidám perceket szerezve a többieknek. |     |                                                         |                    |                                        |                                       |             |
| 59. | 13. | Hamis suskások (Faux Money Maux Problems)               | Omar Madha         | Aadrita Mukerji & Nicholas Wootton     | 2017. január 16. 2017. december 22.   | 7,81 millió |
| Walter – tanulva abból, hogy Paige az ő stílusát okolja Tim távozásáért – bevezeti a demokratikus véleménynyilvánítást a Skorpió csapatban a jól ismert kagylómódszerrel: akinél a kagyló van, az beszél.A csapat meglepődik, bár esetében már semmin sem csodálkoznak, amikor megjelenik Veronica, aki legutóbb hirtelen tűnt el a színről. Paige-dzsel akar beszélni, aki még nem érkezett meg. Toby és Happy egész éjszaka esküvői helyszínt kerestek, ezért nem készültek el a mára határidős munkájukkal sem, mely a mostani megbízásukhoz kapcsolódik. Magánmegbízásból egy borászat technológiáját kell átalakítaniuk optikai válogatórendszerek és szelektív betakarítóeszközök alkalmazásával. A megbízó személyesen jelenik meg a raktárban és a csapat –Toby és Happy kivételével, aki befejezik az elmaradt munkát – egy limuzinba ülve megy a helyszínre, és Veronica is velük tart, hogy beszélhessen Paige-dzsel mielőtt elhagyja a várost. Paige útközben csatlakozik hozzájuk és egyáltalán nem örül anyja jelenlétének, de nem tud sokáig veszekedni vele, mert az egész társaságot elkábítják kevloturánnal. Felébredve egy olyan helyiségben találják magukat, amely nagy valószínűséggel nem az USA-ban van, megbízójukról pedig kiderül, hogy a norteguay-i elnök testvére és hamis dollárok előállításához van szüksége a csapatra. A diktatúrát sújtó amerikai szankciókért cserébe hamis pénzzel akarják térdre kényszeríteni az amerikai gazdaságot. Közben Toby és Happy a pincészetnél vannak és várják az értük jövő autót, de Happy észreveszi, hogy követik őket. Miután kiiktatják a követőt, visszamennek a garázsba, hogy felderítsék, hol vannak a többiek. Veronica manipulativ eszközei most aranyat érnek, mert eléri, hogy ő és Paige másik helyiségbe kerüljenek, de közben szét tudnak nézni és mit sem sejtő őrrel küldött információ alapján Walter, Sly és Cabe meg tudnak szökni. Kiderül, hogy sosem hagyták el az Egyesült Államok területét, a Simi Völgyben voltak mindvégig. A hamis bankjegyeket a csapat végül megsemmisíti, eközben Walter kénytelen visszavonni demokratikus intézkedéseit és logikán alapuló diktatúrának nyilvánítja a Skorpió csapatot. Paige az együtt töltött idő alatt végre megmondhatja anyjának, hogy mi a véleménye róla, ám Ralph miatt végül megenyhül. Veronica azonban a többiekkel együtt bekerül a híradóba, amiből az üldözői is megtudják, hogy hol van. Paige nem akar segíteni Walternek, hanem úgy gondolja, bedobja a mély vízbe, hogy saját maga boldoguljon az emberekkel, ezért hagyja, hogy Walter az titkosszolgálat ügynökeit is kioktassa. |     |                                                         |                    |                                        |                                       |             |
| 60. | 14. | A legmélyén (The Hole Truth)                            | Sam Hill           | Rob Pearlstein                         | 2017. január 23. 2017. december 22.   | 7,77 millió |
| Walter jókora monoklival érkezik a garázsba, melynek eredetéről annyit lehet tudni, hogy a kedvenc joghurtját árusító boltban összetűzésbe került az egyik eladóval a törzsvásárlói hűségkártyájára kapott pontok miatt. Toby és Happy ezzel bizonyítottnak látja a félelmét az önjáró üzemmódban levő Walter miatt és megmutatják Paige-nek az általuk felállított EQ táblát, mely Walter állapotát követi és melynek romlása miatt kérik, hogy Paige ne hagyja őt magára. Paige hajthatatlan, így Tobyra és Happyre marad a feladat, hogy helyreállítsák a Walter sajátos modora okozta károkat a mai munka során. Paige Veronicának segít a korábban elrejtett pénz visszaszerzésében, de Veronica üldözői követik őket, így ők is a többiek után mennek a munka helyszínére. A csapatot ma a hadsereg mérnöki hadteste kéri fel arra, hogy segítsen egy homokbányász egységnek megtalálni a Dél-Kaliforniát ellátó vízvezeték szivárgásának pontos helyét. A szivárgások miatt felpuhult a vezetéket körülvevő talaj és kialakult egy talajjal fedett víznyelő. A csapat a munkásokkal együtt menekülni kényszerül, amikor a helyszínen egy fúrógép rezgésétől a talaj elindul és a hatalmas víznyelő megnyílik. A gödör mellett egy – a közeli műtrágyaüzemhez tartozó – vegyszereket tartalmazó siló áll, a tetején pedig ott reked egy munkás. Mivel nem olyan régen egy másik munkás már meghalt a csapatban, a homokbányászok vezetője minden erejével a munkás megmentéséért küzd és a nap folyamán még Walterrel is összeütközésbe kerül, melynek egy újabb monokli lesz az eredménye. Happy nem tudja kezelni Walter viselkedését, ezért Tobynak kell közbelépnie Ha a siló tartalma beleömlik a víznyelőbe, azon keresztül Dél-Kalifornia teljes ivóvízellátása veszélybe kerül, a csapat a joghurtfagyi csokoládéhéjához hasonlóan szilárd héjat hoz létre a felszínen, amelybe egy óvatlan lépést követően Veronica belezuhan. A garázsban Paige elmondja Veronica üldözőinek, hogy anyja magával vitte a sírba a táskában levő pénzüket is. Veronica azonban nagyon is jó egészségnek örvend, és most már tényleg el kell hagynia a várost, ám Ralph részére azért hagy egy kis ajándékot. |     |                                                         |                    |                                        |                                       |             |
| 61. | 15. | A kincs nyomában (Sharknerdo)                           | Tim Story          | Elizabeth Davis Beall                  | 2017. február 6. 2018. január 5.      | 7,76 millió |
| Walter matematikai vitába bonyolódik az Energiahivatal képviselőjével, melynek következményeként búcsút mondhatnak szoftverfrissítési szerződésüknek. Walter nem bánkódik sokáig, mert egy tengeri mentéssel foglalkozó cég megbízást ad a csapatnak egy kalózok aranyával megrakott, 1595-ben elsüllyedt manila gálya (spanyol kereskedelmi hajó) helyének felderítésére a Drake-öbölben. A csapat saját fejlesztésű, visszhangtechnikával működő berendezéssel indul útnak, ám Paige és Walter hajója váratlanul felrobban. A többiek kétségbeesve keresik őket, míg ők a hajóról megmaradt holmikból összetákolt alkalmi tutajon lebegnek a vízen. Paige Waltert okolja a helyzetükért, akinek elege lesz Paige mindenért őt hibáztató viselkedéséből és az elmúlt hetek minden felgyülemlett sérelmét rázúdítja. A tutajról végül sikerül egy dán kísérleti bójára felkapaszkodniuk, ahonnan SOS jelzést tudnak küldeni, melynek nyomán Cabe és Toby elindul kimenteni őket. Rövid idő múlva a bója körül megjelenik egy cápa, később pedig egy egész cáparaj. Walter úgy dönt, hogy magára vonja a figyelmüket, míg Paige eljut a közben odaérkező hajóra. Míg a többiek az öbölben kincset keresnek, Sly a garázsból segít nekik, akihez Allie ma egy tizenéves riportert küld segítségképpen, hogy kampányáról írjon a helyi újságban. Az együtt töltött nap után az ifjú újságíróhölgynek alaposan megváltozik a véleménye a fura fiúról. A csapat végül megtalálja az elsüllyedt spanyol gályát, ám amikor a fizetségre kerül a sor, kiderül, hogy ez a szerződés sem sikerült túl tökéletesre. Paige és Walter lezárják az eddigi vitákat és újabb megállapodást kötnek. |     |                                                         |                    |                                        |                                       |             |
| 62. | 16. | Sakk-matt (Keep It In Check, Mate)                      | Christine Moore    | Kim Rome                               | 2017. február 13. 2018. január 5.     | 7,24 millió |
| Happy apját utoléri a múltja, és kábítószer-csempészési ügybe keveredik. Happy csalódással veszi tudomásul, hogy Cabe is részt vesz a nyomozásban, és nem törődik azzal, hogy az ügynök valójában segíteni próbál. Oly sokáig hiányolt és végre megtalált édesapját nem akarja börtönben látni, ezért szökési tervet eszel ki. Ralph szívügyekben a csapattól kér tanácsot, Paige azonban ettől feleslegesnek érzi magát és megsértődik. A csapat a CIA kelet-európai illetékesétől kap megbízást, mely álcázott küldetésként Sardoviába szólítja őket. Az ottani diktatúra titkosszolgálata megkaparintotta az országukban működő CIA-ügynökök titkosított listáját és félő, hogy kódfejtő programmal hamarosan valamennyiük kilétét felfedik. A csapat feladata, hogy az egyik ügynököt, Natalya Abelov sakknagymestert a Sardoviában rendezendő sakkverseny adta lehetőséget kihasználva kiszöktessék az országból. A feladat elvégzéséhez Walter és Sly sakktudására van szükség, ők azonban évek óta nem ültek le egymással egy asztalhoz, mert egykor egy sakkjátszmájuk alkalmával csúnyán összevesztek. A küldetés teljesítése érdekében azonban most félre kell tenniük régi ellentétüket és újból meg kell mérkőzniük egymással a sakktáblán. Kettejük mérkőzését követően a csapat minden más ellenfelet eltávolít Natalya közeléből, hogy Walter ülhessen le vele szemben és átadhassa a menekülést jelentő titkos jelszót a lánynak. Paige és Toby némi kelt tésztával párnázza ki a menekülés útját, melyen végül egy önkényesen kölcsönvett kukásautóval hajtanak végig. Happy édesapja nem lánya terveinek megfelelően cselekszik, hanem Cabe-re bízza magát és két évre börtönbe vonul. A szomorú Happy Cabe-nek sírja el bánatát, akinek ettől jókora lelkiismeretfurdalása támad. Este Ralph a fiúk tanácsára megkéri édesanyját, hogy tanítsa meg táncolni, és ettől Paige sértődöttsége egy szempillantás alatt tovaszáll. |     |                                                         |                    |                                        |                                       |             |
| 63. | 17. | Lelkünk mélyen (Dirty Seeds, Done Dirt Cheap)           | Jeff T. Thomas     | Adam Higgs                             | 2017. február 20. 2018. január 12.    | 7,19 millió |
| A csapat Grönlandra utazik egy egyszerűnek tűnő megbízás teljesítésére: meg kell javítaniuk a Granse Földalatti Magbankban levő rendszerhibát. Happy, Sylvester és Cabe egy magas páratartalmú helységben csapdába esik és az ott tárolt anyarozs spóráknak az agy félelemközpontjára gyakorolt hatása miatt életveszélyes, pszichotikus állapotba kerülnek. Happy újból átéli nyomasztó gyermekkori élményét, amikor senki sem akarta őt örökbe fogadni, Slyban felidéződik a rettegés, hogy fertőzést kaphat a csirkéktől, Cabe pedig öregnek érzi magát ahhoz, hogy a nála 15 évvel fiatalabb Allie-vel randevúzzon, és reumás vénemberként látja önmagát. Walter, Paige és Toby egyetlen módon tudja őket kiszabadítani: a füleseken keresztül, az emlékeikre hatva segítenek nekik túljutni félelmeiken, így belülről ki tudják nyitni az ajtót. A fertőzés kismértékben Paige-re is hatással van, és egy pillanatra benne is felvillan az egyik titkos félelme. A nap végén Sylvesterre újabb megpróbáltatás vár, politikai vita kampányeszközökben nem válogató ellenfelével szemben. |     |                                                         |                    |                                        |                                       |             |
| 64. | 18. | Ments meg a világom (Don't Burst My Bubble)             | Omar Madha         | April E. Brassard & Nicholas Wootton   | 2017. február 27. 2018. január 12.    | 6,88 millió |
| Walter véletlenül fültanúja lesz Paige és Tim telefonbeszélgetésének, de kérdezősködés helyett ezúttal teret ad Paige-nek és úgy dönt, megvárja, míg ő maga beszél róla. Happy rájön, hogy közelgő esküvőjére nincsen barátja, akit meghívhatna, ezért az interneten próbál barátokra szert tenni. Egy szereléssel foglalkozó női oldalon megismert levelezőpartnere, Ada hosszú időn keresztül nem válaszol üzenetére, ezért Happy aggódni kezd, és felkeresi Ada otthonát Lancasterben. Kiderül, hogy Ada egy iskolás korú lány, aki édesapjával él és aplasztikus anémiában szenved. A betegsége következtében immunrendszere nem működik, ezért egy buborékszerű csíramentes sátorban lakik a házukban. A mostani vihar azonban kidöntött egy fát, mely egyenesen a házuk tetejére zuhant, és most bármikor beszakíthatja a buborék tetejét. A csapat már nem tudja megakadályozni a pusztítást, ezért arra koncentrálnak, hogy Adának ideiglenes megoldást találjanak mindaddig, míg megérkezik a másik sátor. A gyenge immunrendszerű lányt gyorsan és a levegővel való érintkezés minimalizálásával kell elszállítaniuk, további nehézséget jelent azonban egy, a buborékhoz hasonló kamra kialakítása, de a csapat ismét egyedi megoldást talál a problémára. A választási csata kellős közepén Sylvesterről egy lejárató videó lát napvilágot, amelyen fertőzésektől rettegve megtörli a kezét egy veterán katonával történt kézfogás után. A választás lezajlik, de Cabe a videó miatt átgondolja kapcsolatát Allie-vel. A csapat este virtuális táncba viszi Adát, Paige pedig mesél Walternek a reggeli telefonbeszélgetésről. |     |                                                         |                    |                                        |                                       |             |
| 65. | 19. | Maki itt, maki ott (Monkey See, Monkey Poo)             | Don Tardino        | Scott Sullivan                         | 2017. március 13. 2018. január 19.    | 6,61 millió |
| Happy és Toby házasság előtti tanácsadást kér Dr. Rizzuto-tól, mivel Happy úgy érzi, nehézségei vannak a megfelelő kommunikációval. Sly Tim egykori „irodáját” saját üvegházként szeretné hasznosítani, ezért átépíti és növényekkel telepíti be. A csapat mai megbízását az Egészségügyi Világszervezettől kapja, meg kell állítaniuk a rendkívül veszélyes Marari vírus járványszerű terjedését Dél-Amerikában. Az Amazonas esőerdejébe utaznak, mivel az előzetes vizsgálatok szerint az ott élő kapucinusmajmok hordozzák a gyógyításhoz szükséges antitesteket. A túra során nemcsak az éghajlattal, hanem mérges pókokkal és még mérgesebb fegyveressel is farkasszemet kell nézniük, Cabe pedig egy nyaktörő mutatvánnyal cáfol rá korával kapcsolatos félelmeire. Toby új barátra tesz szert a dzsungelben, aki egyben a probléma megoldásának a kulcsát is jelenti. Ralph frizuraproblémával küzd, és a csapattól kér segítséget, hogy megunt gombafrizuráját milyen stílusra cserélje. A nap folyamán Sylvester rájön, hogy a saját üvegház mennyi veszedelmet rejt magában, szerencsére Ralph segít felderíteni a növények között megbúvó ellenséget. Cabe szenved az Allie-vel történt szakítása miatt, Walter pedig együttérzőn támogatja, hiszen az ő szívét Paige törte össze nemrég. |     |                                                         |                    |                                        |                                       |             |
| 66. | 20. | Fennakadva (Broken Wind)                                | Steven A. Adelson  | Caitlin Duffy & Nick Santora           | 2017. március 20. 2018. január 19.    | 6,46 millió |
| Happy és Toby a megfelelő násznagyot keresik közelgő esküvőjükre, a csapat fiútagjai pedig versenybe kezdenek a címért. A csapatot az Energiahivatal bízza meg egy speciális grafénötvözetből készülő turbina megtervezésére kísérleti pengementes szélmalmaihoz, melyek az Energia Völgyben levő szélerőműben vannak felállítva. Happy és Paige a munka közben bennragadnak az egyik gondolában, a többieknek pedig az idővel kell harcolniuk, hogy kimentsék őket, amíg a tartókötél még tartja a fülkét. Paige nagyon szeretne segíteni az esküvőszervezésben, de Happy lekezelően viselkedik vele, amely végül vitába torkollik közöttük. Érezve a fiúk felől jövő nyomást Toby és Happy végül úgy döntenek, hogy Paige-et kérik fel „násznagynő”-nek és a további versengést elkerülendő az egész társaságot kinevezik a násznagynő szárnysegédeinek. Walter azonban titokban önként jelentkezik Paige-nél, hogy segédkezzen az esküvőszervezésben. Sylvester elnyeri a Bátorság Kövét az Altadénia Lovagok beavatási ceremóniáján és ráveszi a vonakodó Cabe-et, hogy lovagként lépjen be a klánjukba. |     |                                                         |                    |                                        |                                       |             |
| 67. | 21. | Űrkő (Rock Block)                                       | Antonio Negret     | David Foster                           | 2017. április 10. 2018. január 26.    | 6,40 millió |
| A csapatot a Hecsniai Köztársaság kormánya bízza meg azzal, hogy állítsanak helyre egy űrkapszulát, mely egy aszteroidát hozott a földre.A helyszínen Walterék felfedezik, hogy az aszteroidában olyan DNS alkotóelemek vannak, melyek emberek millióit megölni képes halálos kórokozókat tartalmaznak. Ám a csapatnak nemcsak a halálos kórokozókkal kell megküzdenie, de a helyi kormány körül sincs minden rendben. Allie elárulja Cabe-nek, hogy főnöke kenőpénzt fogadott el és emiatt le kell mondania a hivataláról, így Sly elfoglalhatja a helyét. Sly először nem akarja vállalni, de aztán inkább alkut ajánl Cabe-nek: ha elviszi Allie-t vacsorázni, akkor leteszi a hivatali esküt. Happy és Toby egy kicsit lazítanak és kihasználják az ingyenes kipróbálás lehetőségét a lehetséges esküvői helyszíneken, miközben Paige a „násznagynő” feladataival küzd. Rájön a titkukra, ők azonban megpróbálják megvesztegetni. Walter megtalálja a tökéletes esküvői zenét Tobyéknak, és Paige-dzsel a garázsban próbát tesznek, hogy mennyire lesz alkalmas a dal az esküvői táncra. |     |                                                         |                    |                                        |                                       |             |
| 68. | 22. | Marsbéli viszály (Strife on Mars)                       | Jeff Hunt          | Kevin J. Hynes                         | 2017. április 17. 2018. január 26.    | 6,59 millió |
| Walter és Paige egyeztetik a legény- és leánybúcsúra tervezett programokat, melyek jobban már nem is különbözhetnének: Walter egy tudományos jellegű, míg Paige inkább egy partibuszos utat tervez. Happy és Toby eközben az összeköltözést készíti elő és azonnal egyértelművé válik a számukra, hogy teljesen különböző az életstílusban élik az életüket. A csapatot egy marsi körülményeket szimuláló biodomba szólítja a mostani küldetés, ahol meg kell javítaniuk a tóriumos elektromos hálózatot. A rendszer végzetesen meghibásodik, így már nem tudnak mást tenni, minthogy megpróbálják kivinni a már 11 hónapja ott levő, folyamatosan marakodó tudóspárt. Az oxigén és az ózon keveréke kihat Walter agyműködésére és felszabadítja a memóriáját, így emlékezni kezd az Elia rakétájában egykor történtekre. Megdöbben, hogy rajta kívül mindenki tisztában volt a történtekkel és Paige-et kérdőre vonja. Paige válaszából úgy tűnik, hogy akkor a helyzet kívánta dolgokat mondta Walternek, nem ismeri el, hogy az igazat mondta volna. Ralph arra kéri anyját, hogy gondolja át a válaszát és mondja el Walternek, de már késő: Walter meghozott egy döntést és ezt azonnal közli is Paige-dzsel. |     |                                                         |                    |                                        |                                       |             |
| 69. | 23. | Széntűz, San Jose (Something Burrowed, Something Blew)  | Christine Moore    | Aadrita Mukerji & Nick Santora         | 2017. május 1. 2018. február 2.       | 7,11 millió |
| Toby és Happy esküvőjének napján Paige toppan be, aki távolléte ellenére továbbra is szervezte az esküvőt. A csapat adminisztrációjában Ray segédkezik, fura módszerei azonban teljes káoszt okoznak a garázsban. A jeles nap ellenére a csapatnak ma is dolgoznaia kell: Wyomingba utaznak, ahol egy villámcsapás okozott tüzet egy szénbányában és ezt azelőtt meg kell állítaniuk, mielőtt a távközlési kábeleket tönkretenné. A ceremónia miatt azonban időben vissza kell érniük San Jose-ba, tehát sietniük kell. A tűz megfékezése komoly akadályokba ütközik, és Walter életveszélybe kerül az akció közben. Üzenni akar Paige-nek, de Cabe nem hagyja, mondván inkább személyesen tegye azt meg. Mivel nem érnek vissza időben, Paige átszervezi az esküvőt, és így kénytelen egy alkalmi egyházi személy szolgáltatásait igénybe venni. Az esküvőn Walter és Paige tisztázzák érzéseiket, melyek egyértelmű megnyilvánulásával Toby és Happy, majd az egész csapat váratlanul szembesül. A mulatságnak azonban hamar vége szakad, mert Cabe telefonhívást kap, amely munkára szólítja őket. Francia- Polinézia kormányának van szüksége egy víz alatti hullámhajtású generátor megépítésére és azt akarják, hogy a csapat azonnal utazzon a helyszínre. Tobyék nászútjukat így némi munkával kötik össze, és a csapat Ralphhal együtt felkerekedve repülőgépre ül Tahiti felé. Először csak Happynek kell másodpilótaként beugrania, de rövid idővel az indulás után a repülőgéppel is problémájuk akad. |     |                                                         |                    |                                        |                                       |             |
| 70. | 24. | Elszigetelve (Maroon 8)                                 | Milan Cheylov      | Paul Grellong                          | 2017. május 8. 2018. február 2.       | 7,52 millió |
| Útban Tahiti felé - miután a felrobbant generátorból kirepülő fémdarab elvágja a gép hidraulikus rendszerét – a csapat repülőgépe lezuhan egy lakatlan szigeten. A pilóta kivételével mindenki megússza apró karcolásokkal, ő azonban beszorul a gépbe, és ki kell szabadítaniuk onnan, vagy meghalhat. A csapat a roncsból darabjaiból épített rögtönzött vértisztító berendezéssel, Toby orvosi tudásával és némi robbanóanyag felhasználásával bonyolítja le az életmentő akciót. Sylvester valóra vált rémálma miatt még inkább befelé fordul és bizalmatlan lesz, egy elhagyatott bunkerbe vonul el a többiektől. Toby meglepetésére Happy múltjából újabb titokra derül fény. Walter rózsaszín ködben lebegve az új érzelemtől megrészegülve szinte nem is foglalkozik a súlyos helyzettel. Paige számára először kényelmetlen az udvarlása, de Happy szavai nyomán megértőbbé válik. Ralph aggódik, hogy miként éli túl Walter és Paige kapcsolata a lakatlan szigetet. |     |                                                         |                    |                                        |                                       |             |
| 71. | 25. | A Skorpió család (Scorp Family Robinson)                | Sam Hill           | Nick Santora & Nicholas Wootton        | 2017. május 15. 2018. február 9.      | 7,89 millió |
| A zuhanás óta eltelt három hét és a csapat egyre rosszabb lelki állapotban vár a megmentőire. A szokásos rivalizálás miatt megosztottá válnak abban a kérdésben, hogy miként meneküljenek meg a szigetről. Walter szerint egy mágneses tér létrehozásával jelzést tudnak leadni, Toby azonban egy parton talált olajoshordókból készült tutaj megépítése mellett kardoskodik. Happy és Paige nem a párjuk mellé állnak a kérdésben, de a versengés során mégis a szívük határozza meg cselekedeteiket. Sylvester elméje egyre bomlottabb, bozontos szakállal jár-kel és a bunkert egy kaméleonnal osztja meg. Ralph veszélyes helyzetbe kerül, melyből a részben felépült pilóta menti ki, aki születendő gyermeke miatt aggódik. A csapat a nagy ijedtség után összefog és egy tűzijátékkal láthatóvá tett SOS jelzéssel elérik, hogy észrevegyék őket. Hazaérve Happy múltjának videós örökségére találnak rá, Sylvester pedig azzal szembesül, hogy távollétében holttá nyilvánították. Cabe elindul, hogy Allie-vel találkozzon, Sly pedig elviszi magával Ralphot, így Walter és Paige végre kettesben maradhatnak a garázsban némi bor társaságában. |     |                                                         |                    |                                        |                                       |             |

## Negyedik évad (2017-2018)
| Sor. | Év. | Cím                                                                                | Rendező            | Író                              | Premier                                | Nézettség   |
| ---- | --- | ---------------------------------------------------------------------------------- | ------------------ | -------------------------------- | -------------------------------------- | ----------- |
| 72.  | 1.  | Kihalási esemény 1. rész (Extinction)                                              | Sam Hill           | Nick Santora & Nicholas Wootton  | 2017. szeptember 25. 2018. október 19. | 5,75 millió |
| 73.  | 2.  | Kihalási esemény 2. rész (More Extinction)                                         | Sam Hill           | Nick Santora & Nicholas Wootton  | 2017. október 2. 2018. október 26.     | 5,2 millió  |
| 74.  | 3.  | Anyai gondoskodás (Grow a Deer, A Female Deer)                                     | Milan Cheylov      | David Foster & Nick Santora      | 2017. október 9. 2018. október 26.     | 4,82 millió |
| 75.  | 4.  | Atomtöltet élesítve (Nuke Kids on the Block)                                       | Elodie Keene       | Paul Grellong & Nicholas Wootton | 2017. október 16. 2018.november 2.     | 4,84 millió |
| 76.  | 5.  | Drágán add a bankodat (Sci Hard)                                                   | Dwight H. Little   | Rob Pearlstein & Nick Santora    | 2017. október 23. 2018.november 2.     | 5,15 millió |
| 77.  | 6.  | Szellemhajó (Queen Scary)                                                          | Omar Madha         | Adam Higgs & Nicholas Wootton    | 2017. október 30. 2018.november 9.     | 4,93 millió |
| 78.  | 7.  | Rossz szomszédság török átok (Go With the Flo(rence))                              | Sam Hill           | Kevin J. Hynes & Nick Santora    | 2017. november 6. 2018.november 9.     | 5,18 millió |
| 79.  | 8.  | Vásári komédia (Faire is Foul)                                                     | Sanford Bookstaver | Scott Sullivan                   | 2017. november 13. 2018.november 16.   | 4,74 millió |
| 80.  | 9.  | Portugál gálya (It's Raining Men (of War))                                         | Antonio Negret     | Kim Rome & Nicholas Wootton      | 2017. november 20. 2018.november 16.   | 5,13 millió |
| 81.  | 10. | Új hegy új bűntény (Crime Every Mountain)                                          | Sam Hill           | Aadrita Mukerji & Nick Santora   | 2017. november 27. 2018.november 23.   | 5,50 millió |
| 82.  | 11. | ki engedte el a kutyát? (Who Let the Dog Out ('Cause Now It's Stuck In a Cistern)) | Omar Madha         | David Foster & Nick Santora      | 2017. december 11. 2018.november 23.   | 5,92 millió |
| 83.  | 12. | Karácsonyi történet (A Christmas Car-Roll)                                         | LeVar Burton       | Paul Grellong & Nicholas Wootton | 2017. december 18. 2018.november 30.   | 5,35 millió |
| 84.  | 13. | Bunkerbe zárva (The Bunker Games)                                                  | Milan Cheylov      | Rob Pearlstein                   | 2018. január 15. 2018.november 30.     | 5,62 millió |
| 85.  | 14. | A felkelő nap világítótornya (Lighthouse of the Rising Sun)                        | Sam Hill           | Adam Higgs                       | 2018. január 22. 2018. december 7.     | 5,23 millió |
| 86.  | 15. | Búcsú (Wave Goodbye)                                                               | Jeff T. Thomas     | Kevin J. Hynes                   | 2018. január 29. 2018. december 7.     | 5,82 millió |
| 87.  | 16. | Szántana (Nerd, Wind and Fire)                                                     | Bethany Rooney     | Scott Sullivan                   | 2018. február 5. 2018. december 14.    | 5,55 millió |
| 88.  | 17. | IQ a mélyben (Dumbster Fire)                                                       | Sanford Bookstaver | Aadrita Mukerji                  | 2018. február 26. 2018. december 14.   | 5,06 millió |
| 89.  | 18. | Az önzőség ára (Dork Day Afternoon)                                                | Steven A. Adelson  | Paul Grellong                    | 2018. március 5. 2018. december 21.    | 5,51 millió |
| 90.  | 19. | Bátor aligátor (Gator Done)                                                        | Omar Madha         | Kim Rome                         | 2018. március 19. 2018. december 21.   | 4,82 millió |
| 91.  | 20. | Rossz labdák (Foul Balls)                                                          | Nick Santora       | David Foster & Nick Santora      | 2018. március 26. 2018. december 28.   | 4,84 millió |
| 92.  | 21. | Kenny és a Jet (Kenny and the Jet)                                                 | Jeff T. Thomas     | Adams Higgs & Rob Pearlstein     | 2018. április 9. 2018. december 28.    | 5,44 millió |
| 93.  | 22. | Homokvihar (A Lie in the Sand)                                                     | Sam Hill           | Paul Grellong & Scott Sullivan   | 2018. április 16. 2019. január 4.      | 5,22 millió |